# Королівська колекція

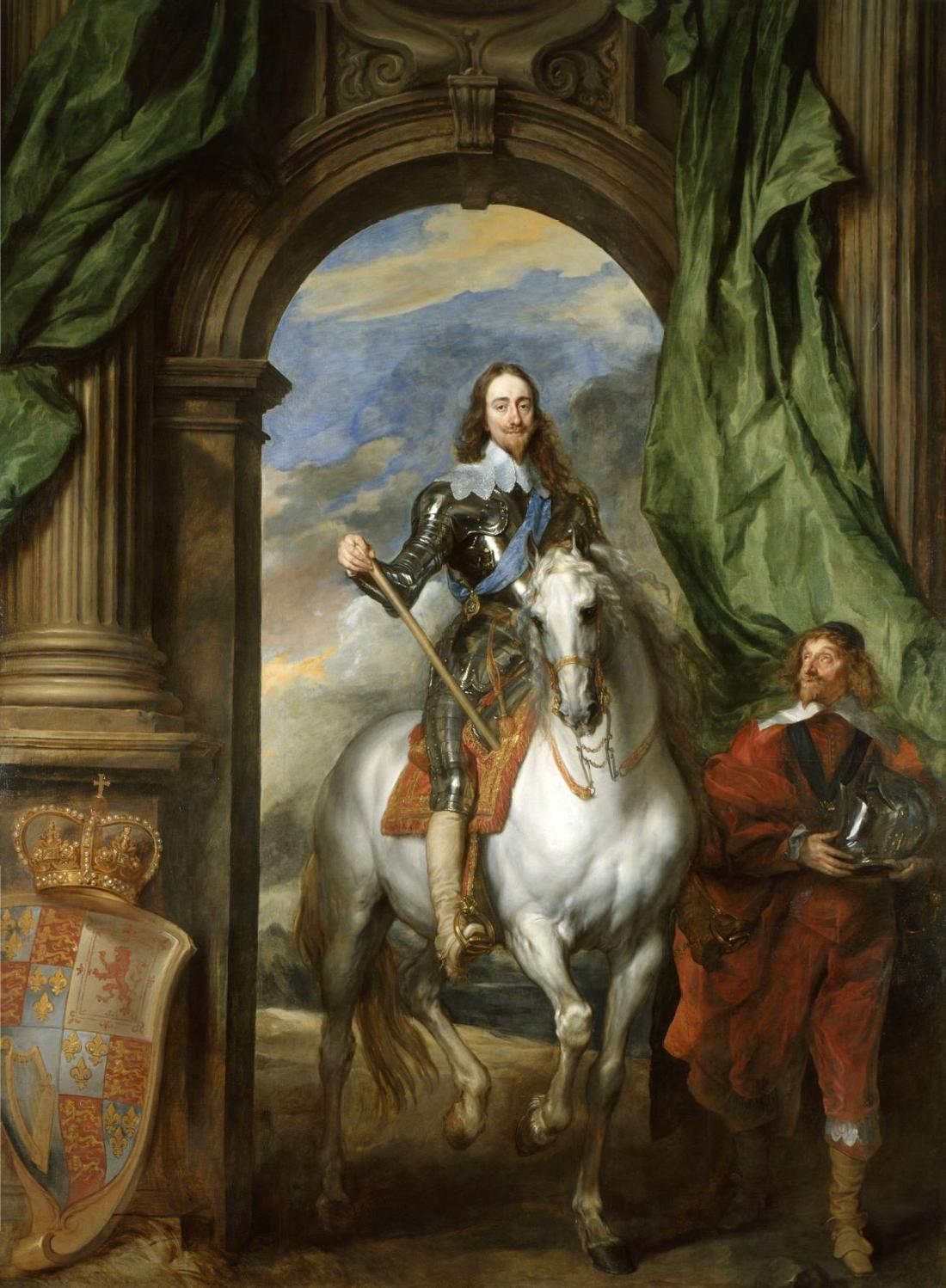
Антоніс ван Дейк, Портрет Карла І (1633)

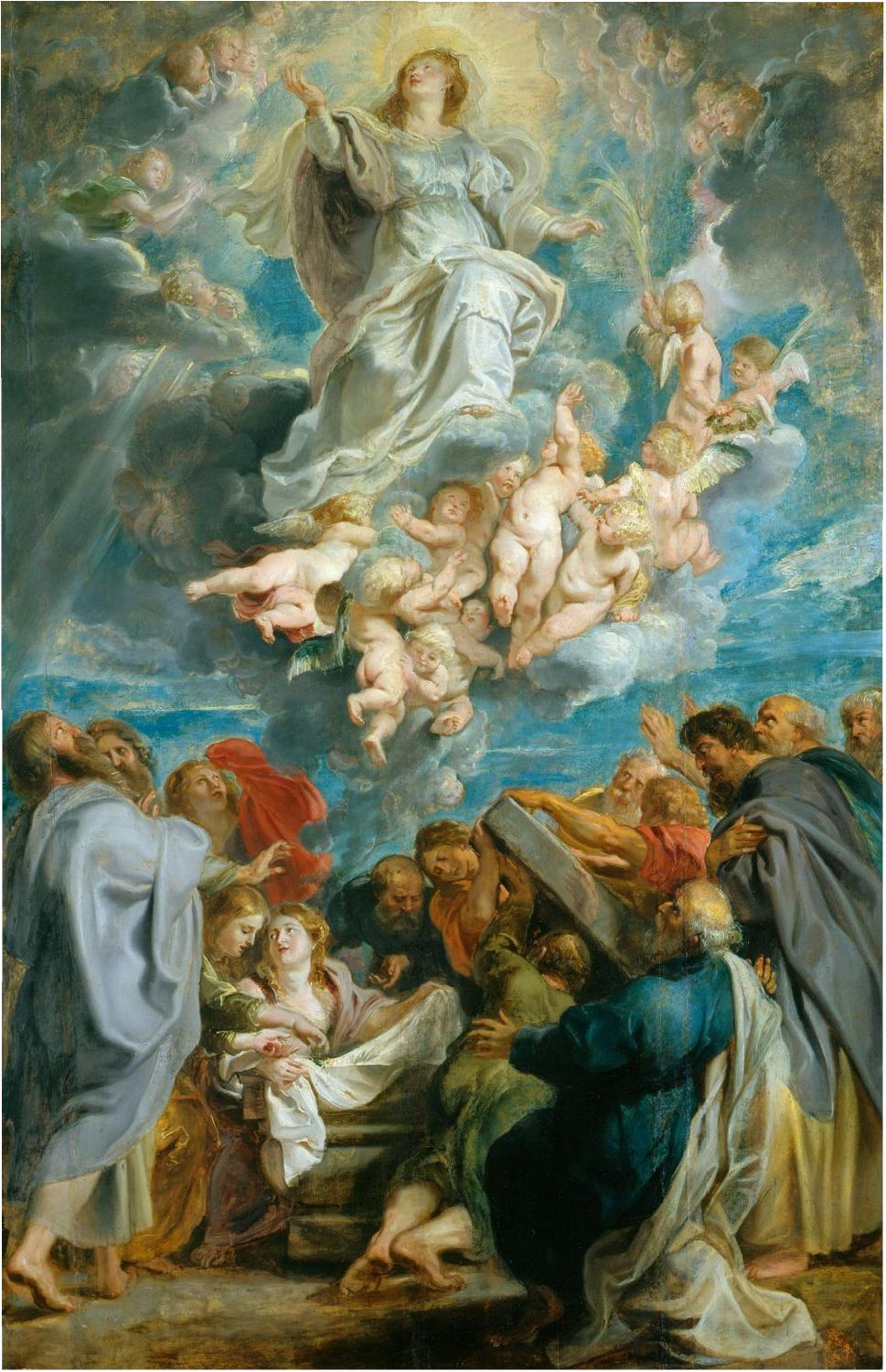
Рубенс, Успіння Богородиці (1612–17).

Британська королівська колекція (англ. The Royal Collection) — колекція творів мистецтва і коштовностей британської королівської родини. Зберігається монархом для своїх нащадків і нації, але не є його власністю як приватної особи.
Колекція збиралася протягом 500 років відповідно до смаків британських королів і королев. Її складають понад 7,000 творів живопису, 40,000 акварелей та малюнків, а також гравюри, історичні фотографії, гобелени, меблі, коштовності, кераміка, книги та інші твори мистецтва. Твори мистецтва з Королівської колекції можна побачити в історичних місця, для яких вони були замовлені або придбані і в спеціально побудованих Галереях Королеви, в якій експонуються тимчасові спеціальні виставки. Всі королівські палаци і резиденції, в яких представлена Королівська колекція, відкриті для громадськості.
Колекція керується Департаментом королівської колекції (англ. The Royal Collection Department), який був заснований у 1987 році як один із п'яти департаментів Королівського двору.

## Історія
Декілька предметів колекції вціліли з часів до короля Генріха VIII. Найважливіше поповнення колекції зроблене королем Карлом I, який був пристрасним колекціонером італійського живопису і постійним покупцем ван Дейка та інших художників. Його колекція була продана після його страти у 1649 році, але велику кількість робіт повернули до колекції після реставрації монархії у 1660 році у складі подарунка Нідерландів королю Карлу II. Пізніше Карл II придбав багато полотен живопису та інших робіт. Георг III з допомогою Федеріка Августа Бернарда додав до колекції велику кількість творів, особливо гравюр і малюнків. Королева Вікторія і її чоловік Альберт були заповзятими колекціонерами живопису сучасних і старих майстрів. Багато робіт були передані із колекції в музеї, особливо Георгом III та Вікторією і Альбертом. Зокрема Георг III передав більшу частину королівської бібліотеки Британському музею, тепер відокремлена Британська бібліотека, де багато книжок досі каталогізовані як «Королівські».

## Галерея
Голландський живопис

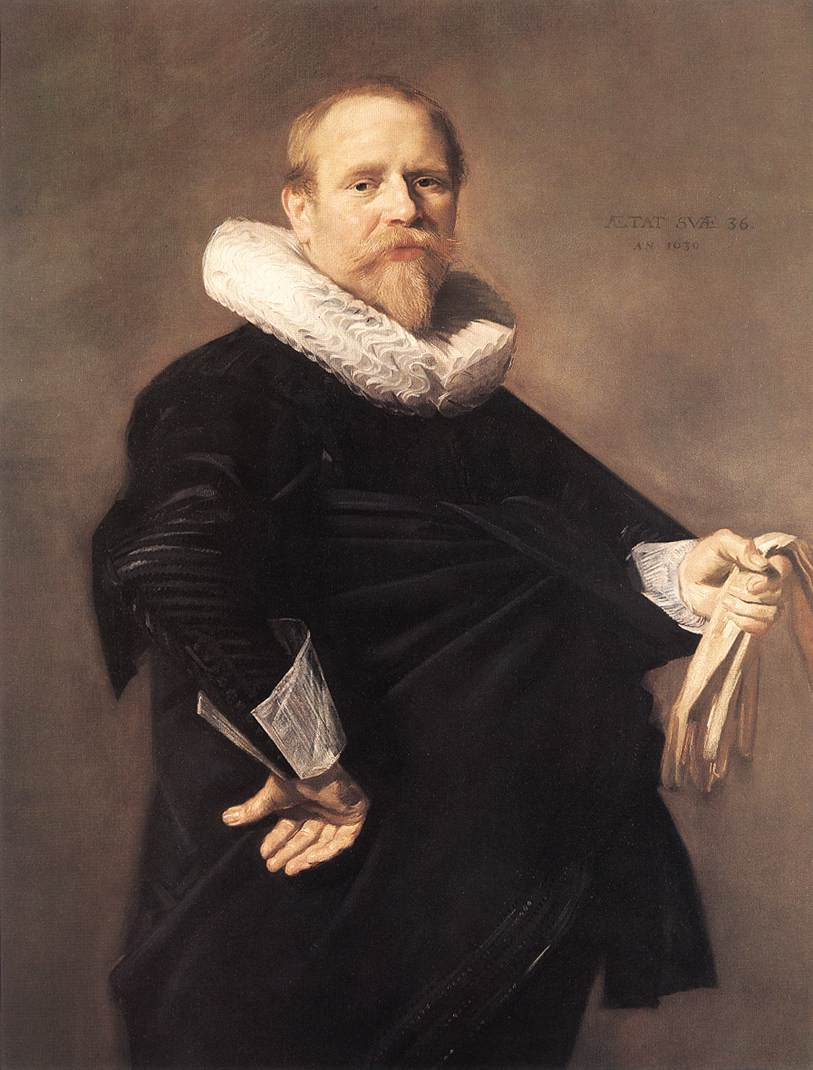
Франс Галс - Портрет чоловіка (1630)
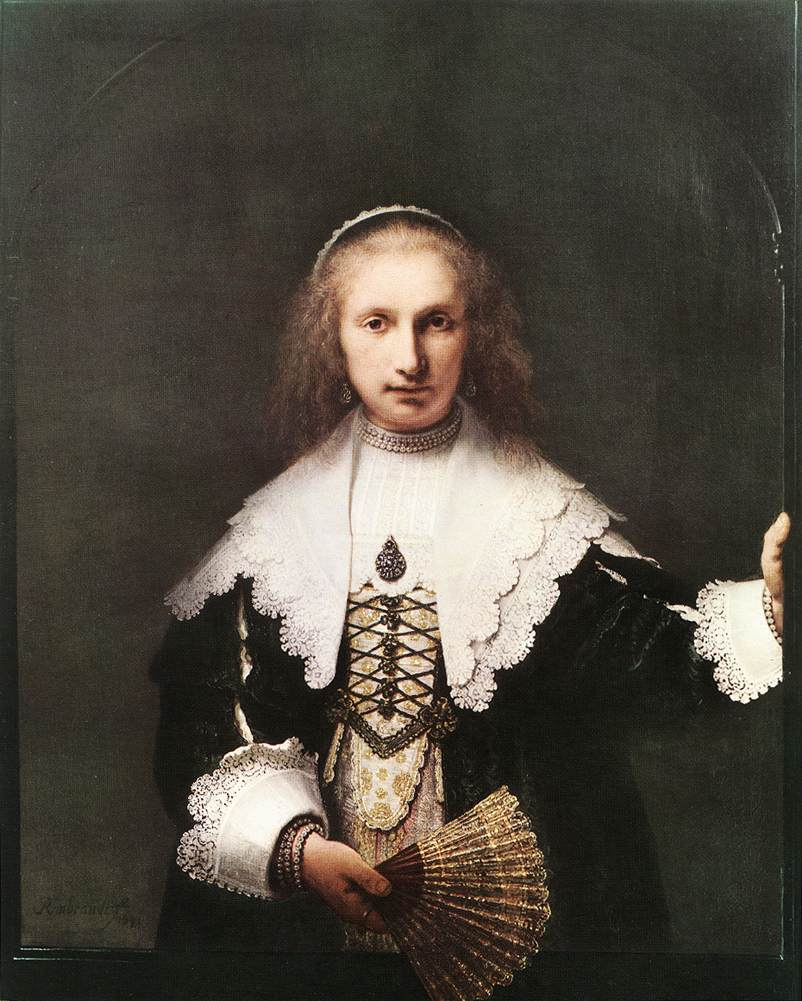
Рембрандт - Агата Бас (1641)
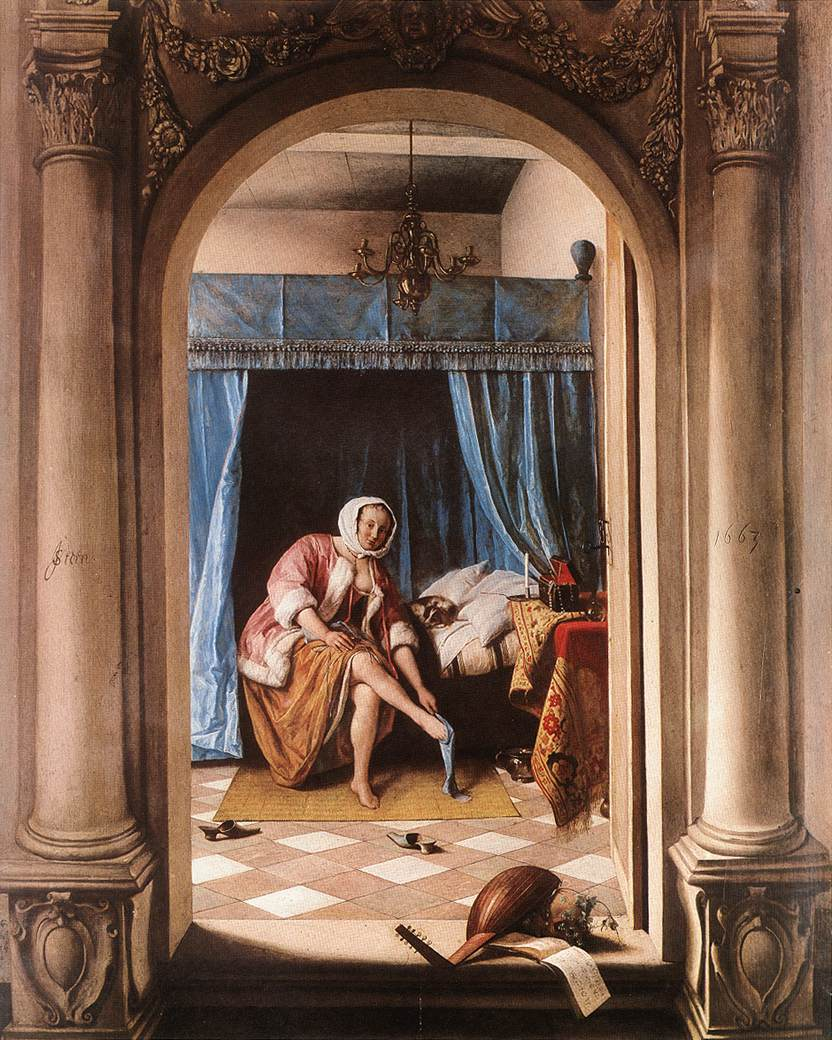
Ян Стен - Жінка за туалетами (1663)
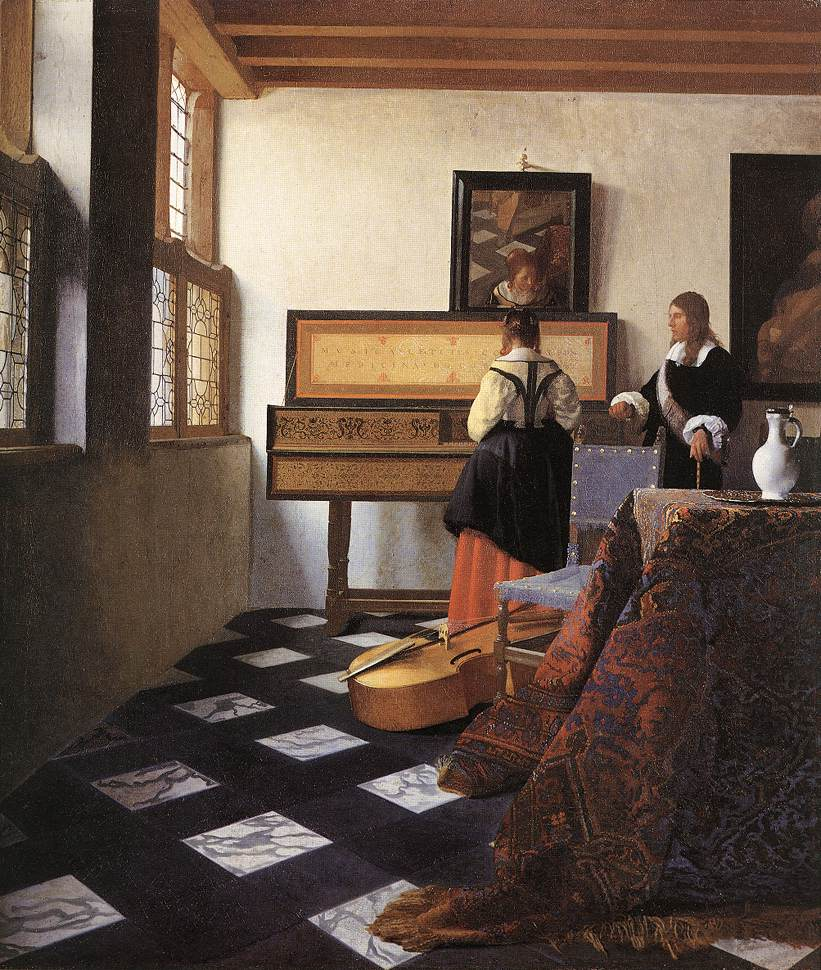
Ян Вермер - Урок музики (1665)

Англійський живопис

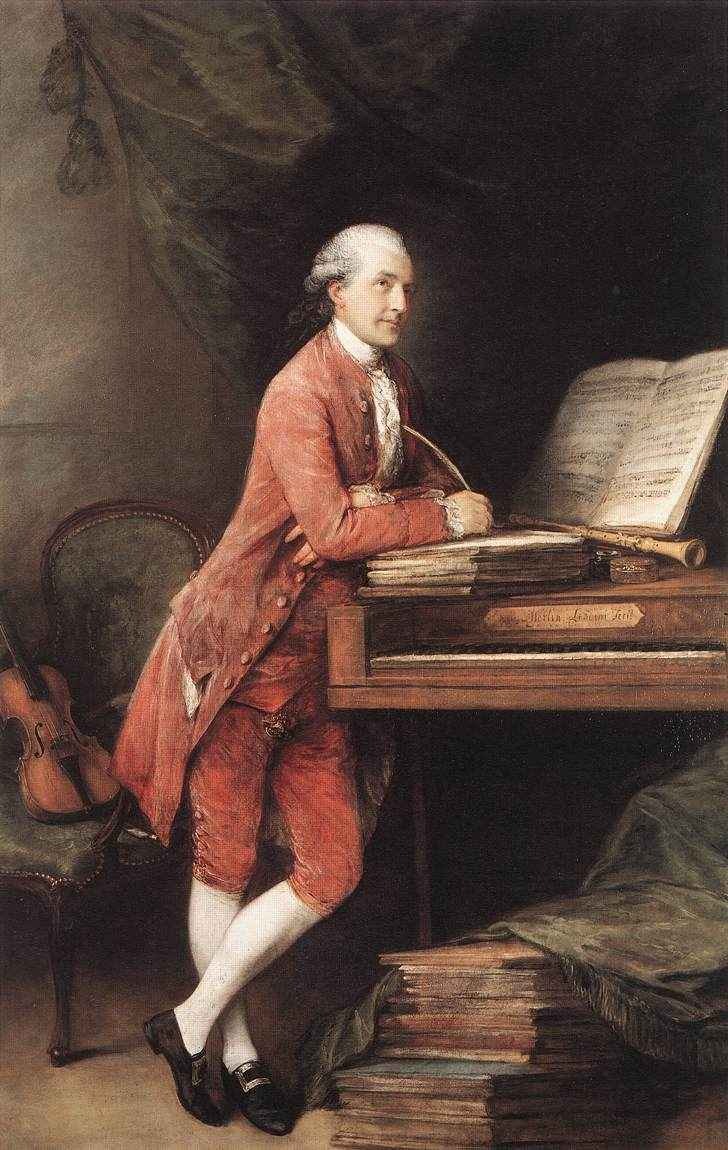
Томас Гейнсборо - Джон Християн Фішер (1774)
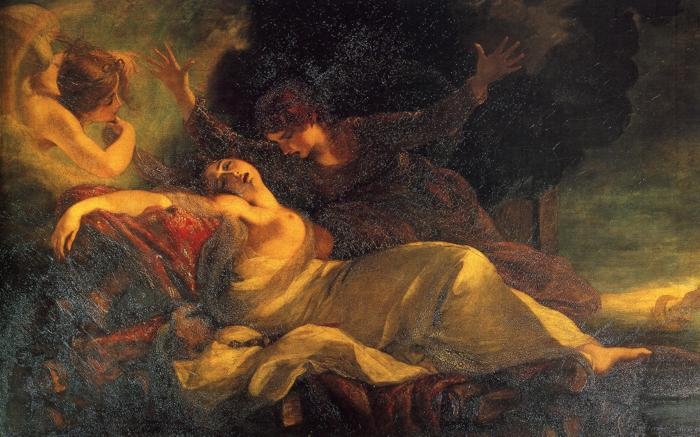
Джошуа Рейнольдс - Смерть Дідони (1781)
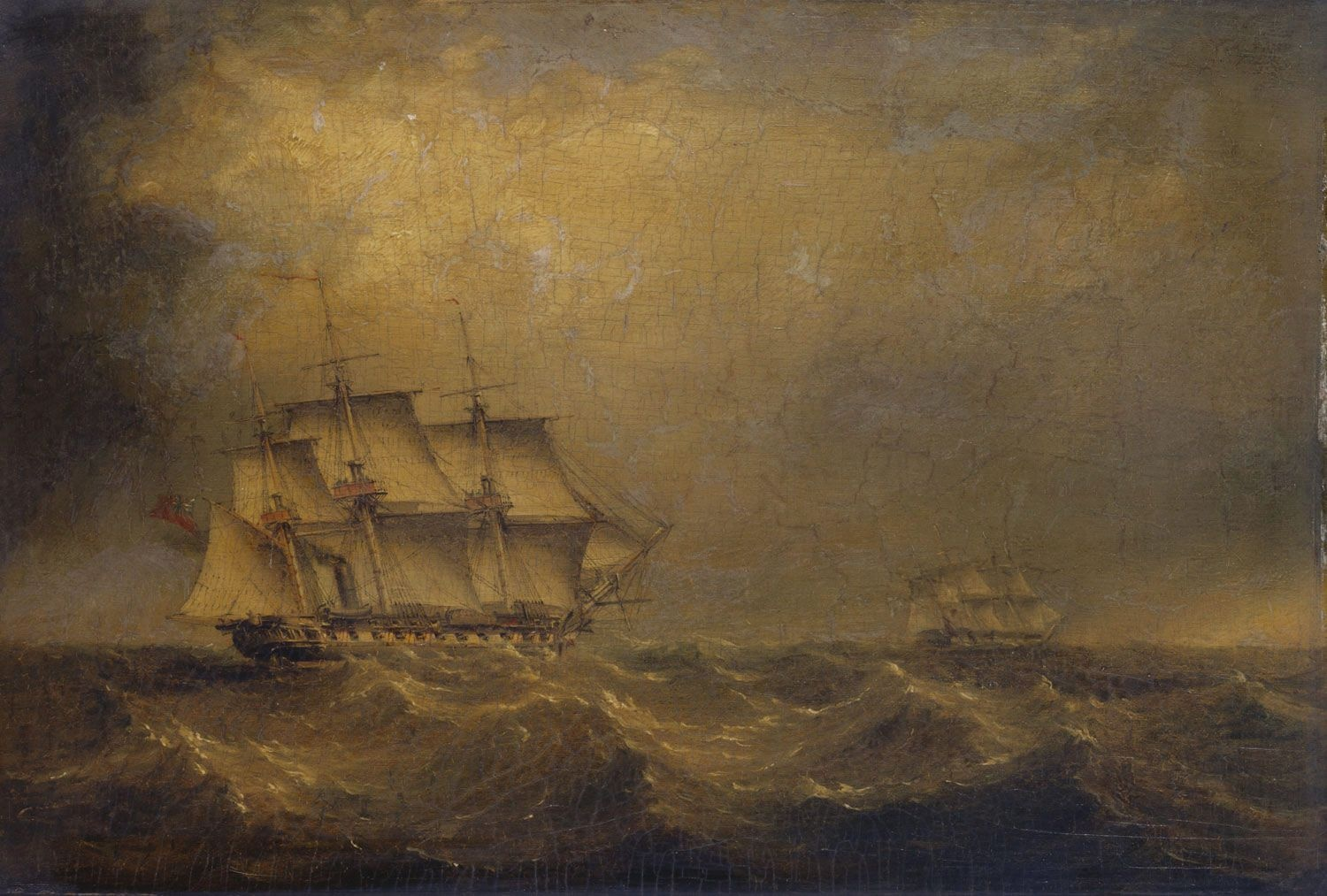
Джон Кармайкл - Переслідування (c. 1820-1868)
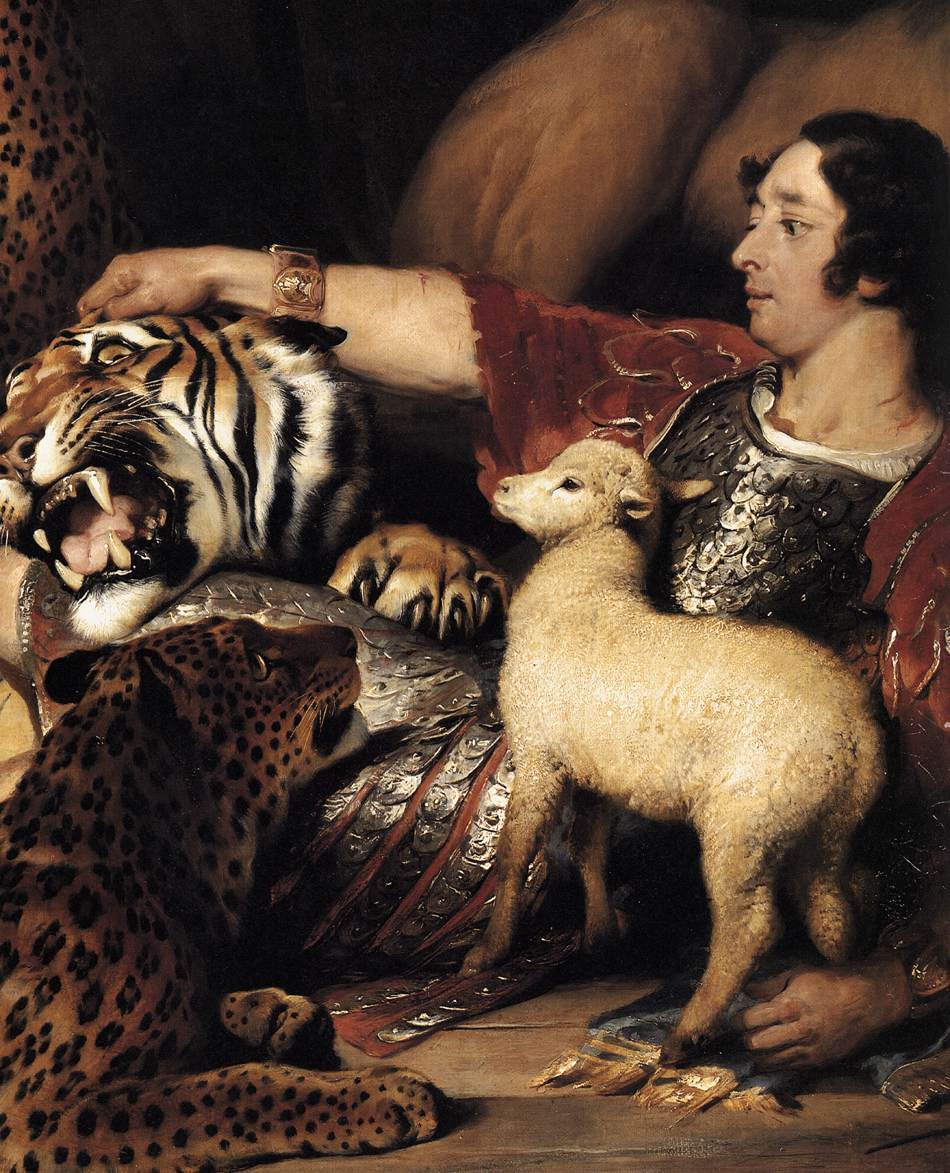
Едвін Генрі Ландсір - Ісаак ван Амбург зі своїми тваринами (1839)

Фламандський живопис

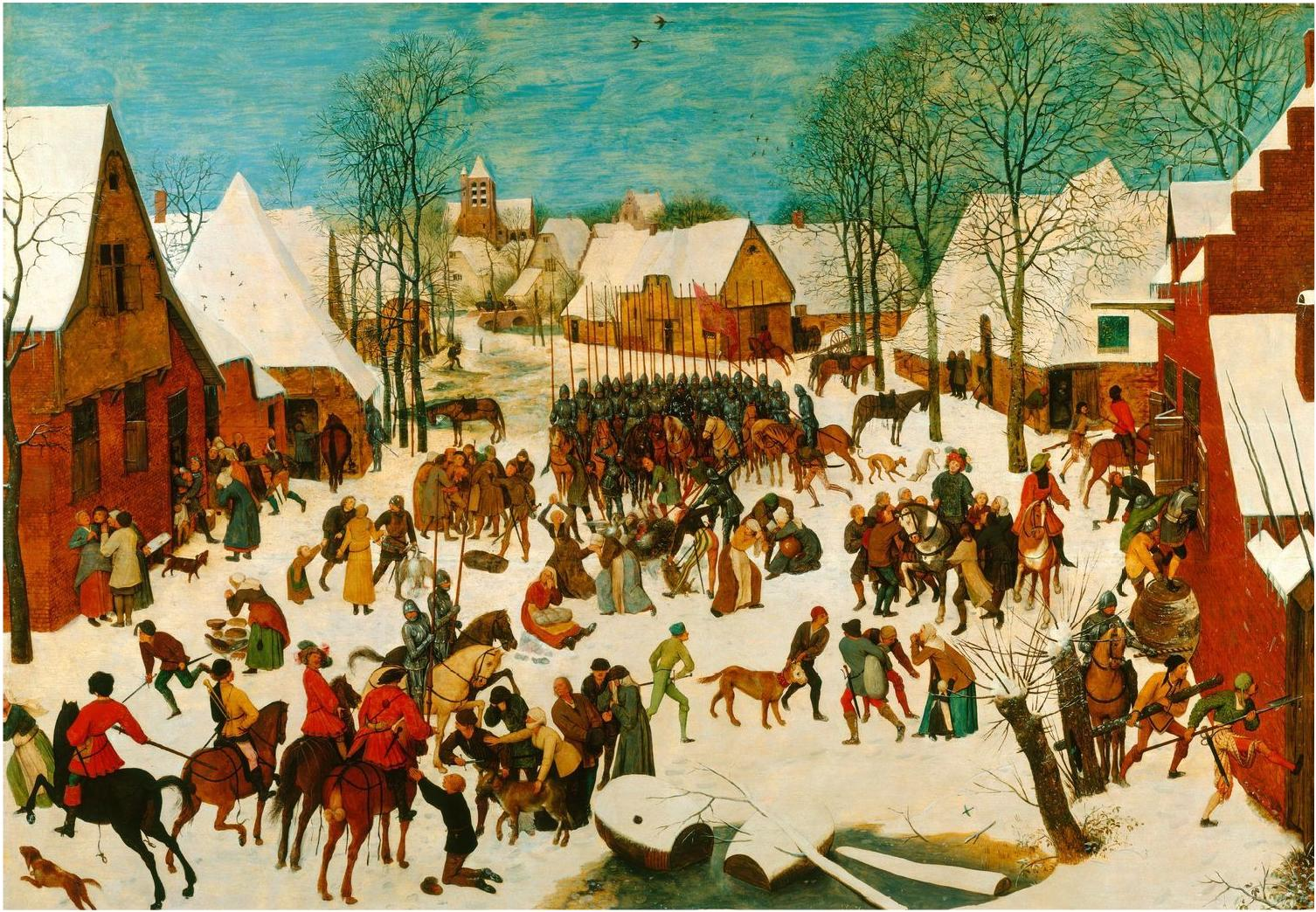
Пітер Брейгель старший - Побиття немовлят (1565–7)
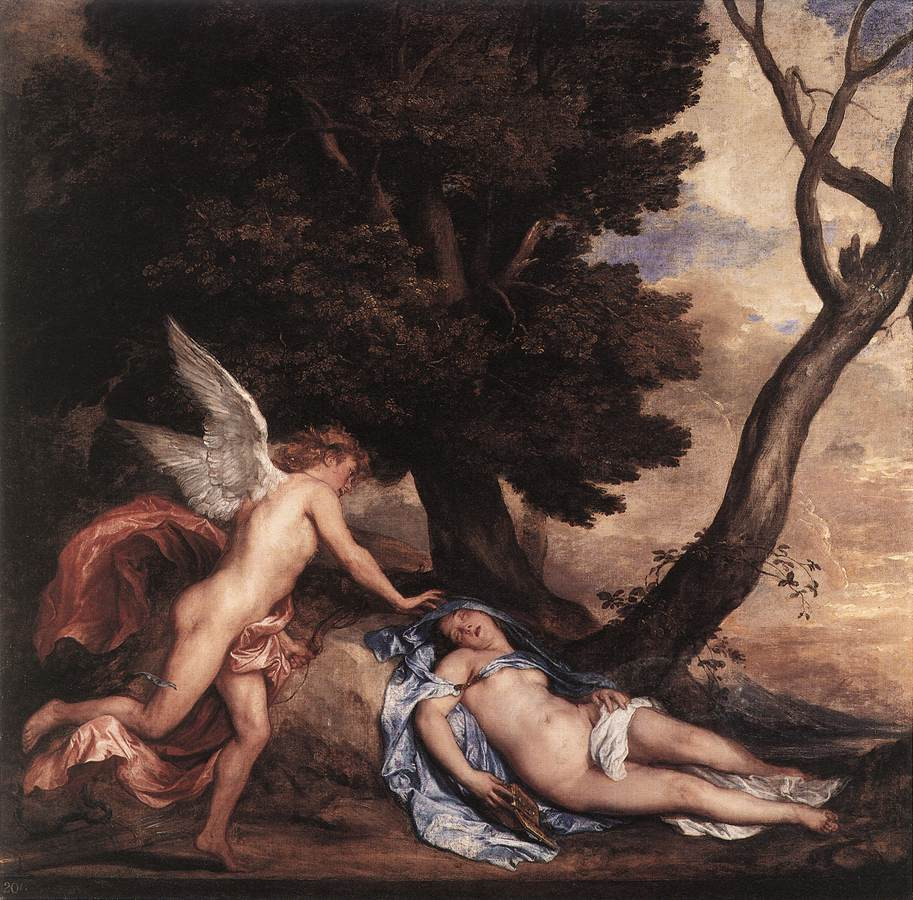
Антоніс ван Дейк - Купідон і Психея (1639–40)
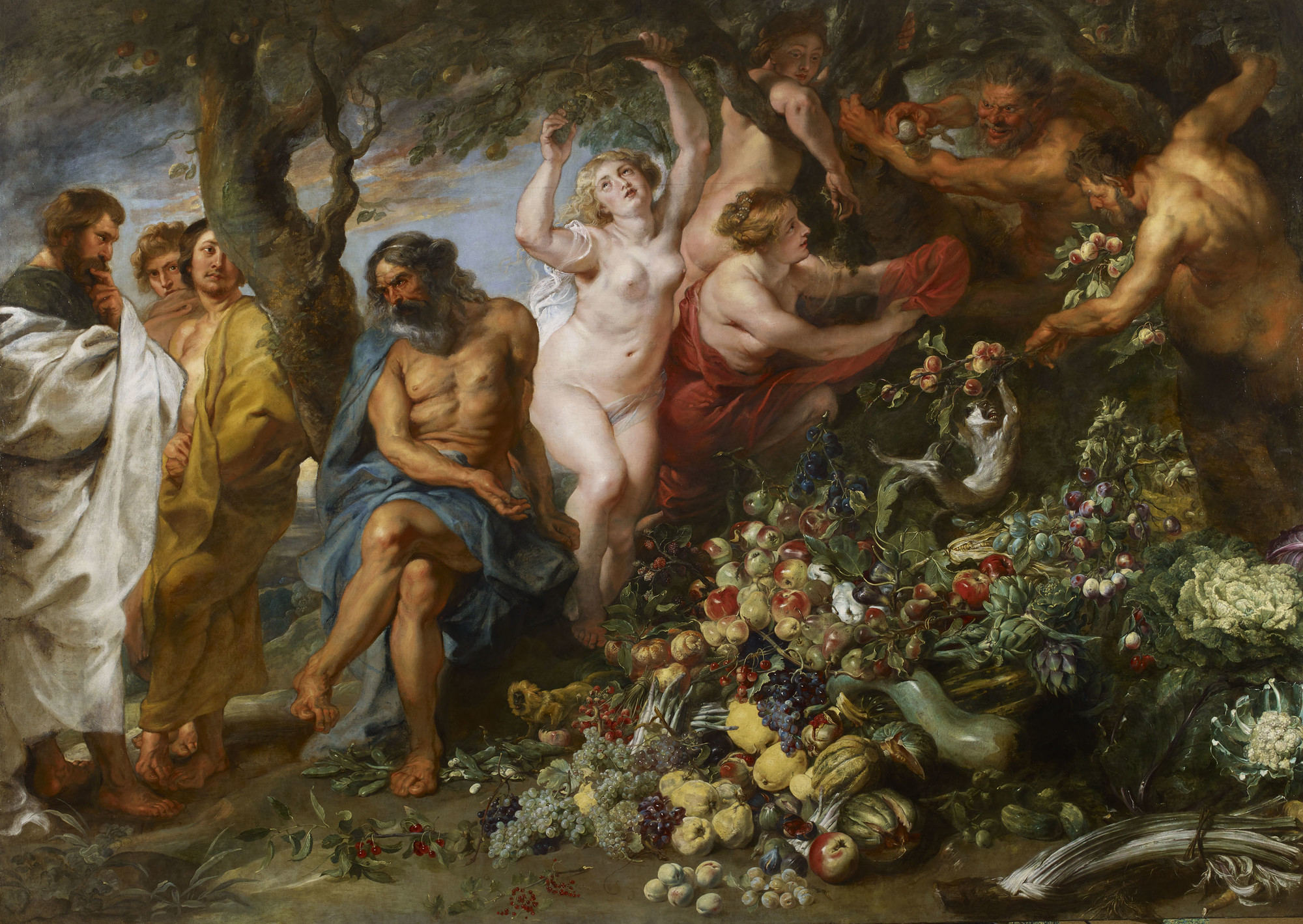
Пітер Пауль Рубенс - Піфагор проповідує вегетаріанство (1618–20)
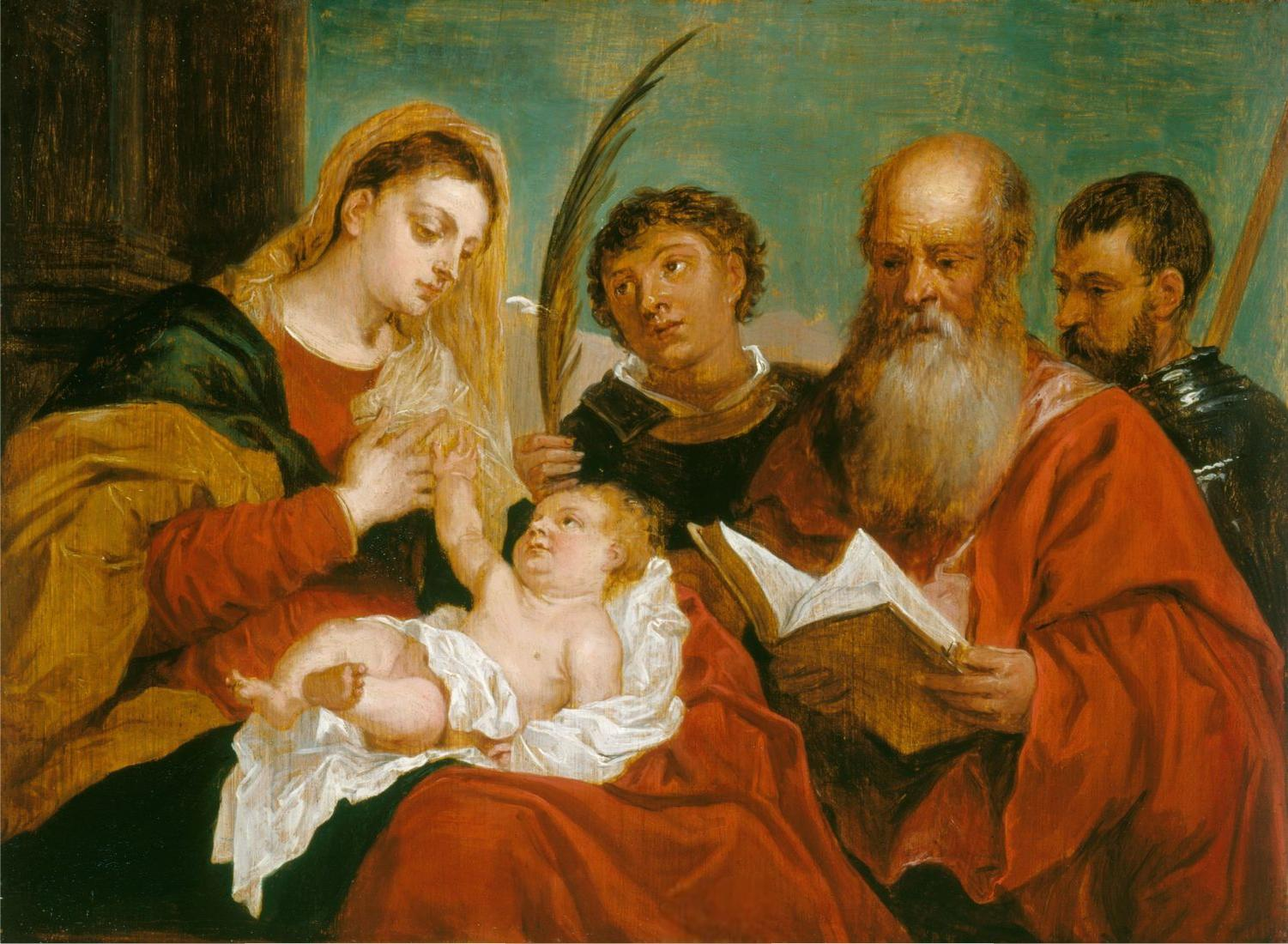
Давід Тенірс молодший - Мадонна з немовлям, Святими Єронімом, Стефаном та Моріцем (1656)
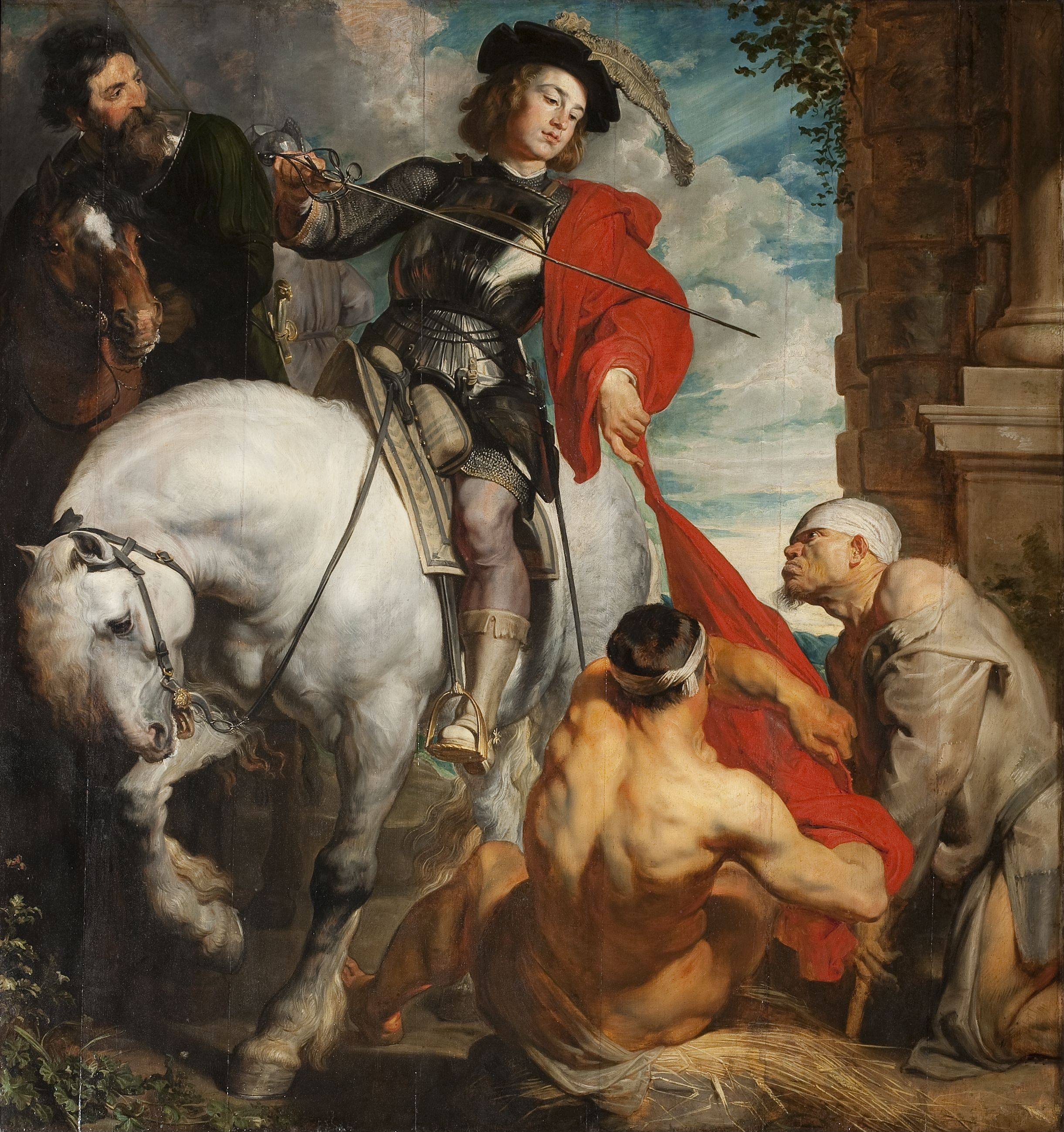
Антоніс ван Дейк - Святий Мартин та жебраки (1620–21)

Французький живопис

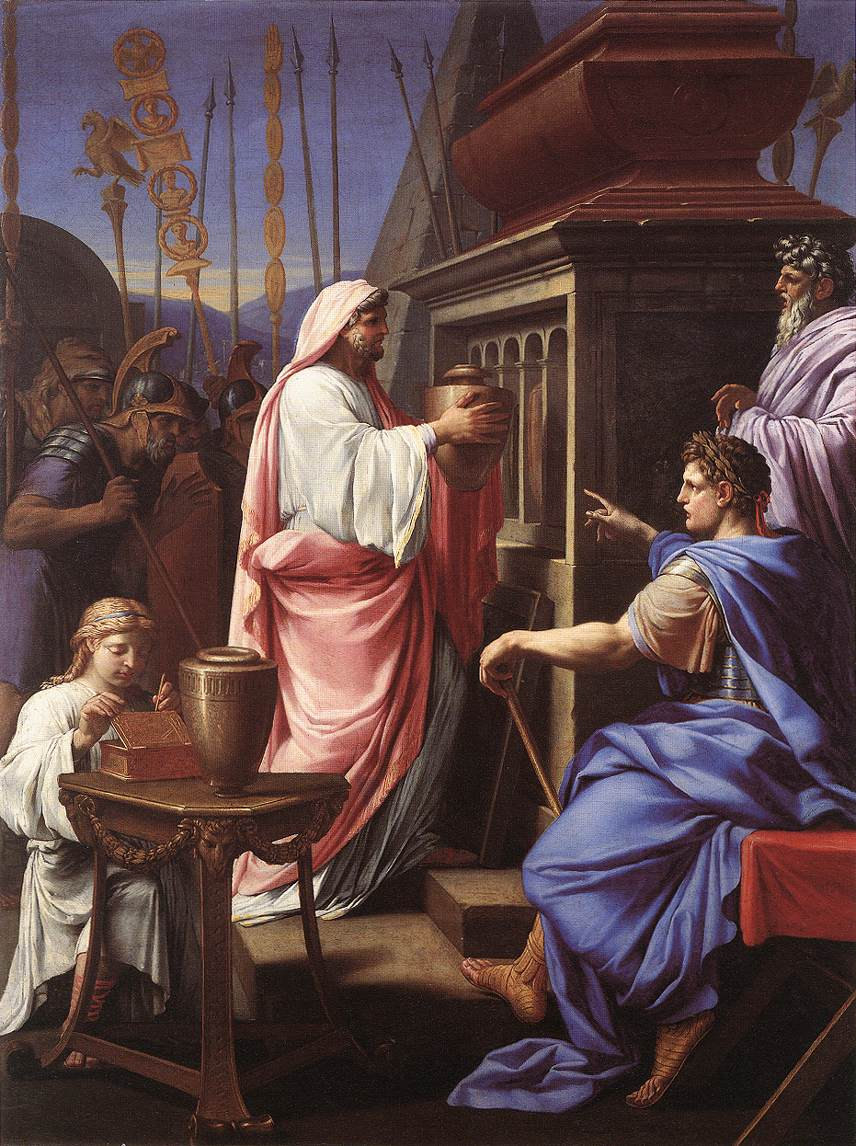
Есташ ле Сюер - Калігула наказує перенести прах матері і брата до склепу предків (1647)
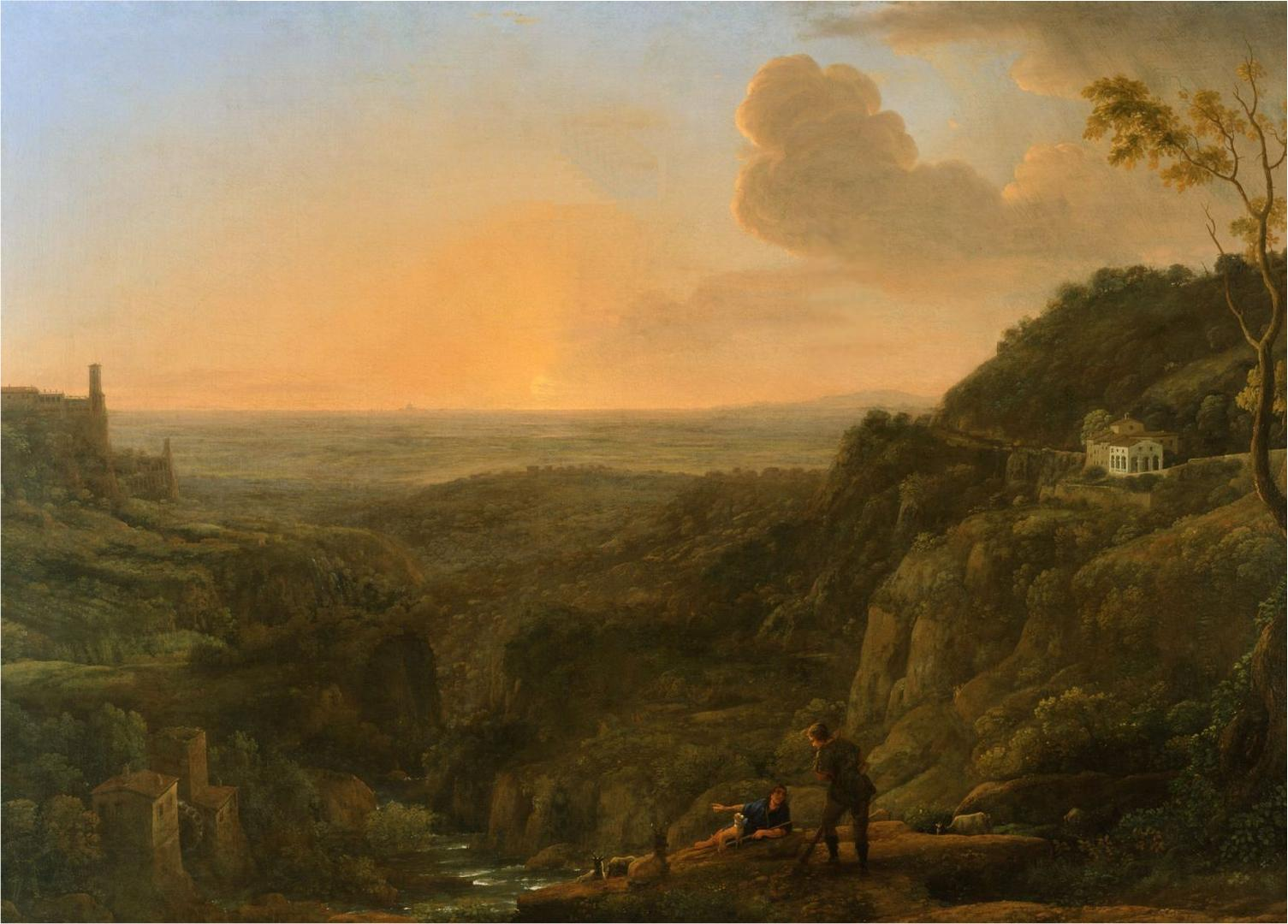
Клод Лоррен - Вид Римської Кампаньї з Тіволі ввечері (1644–5)
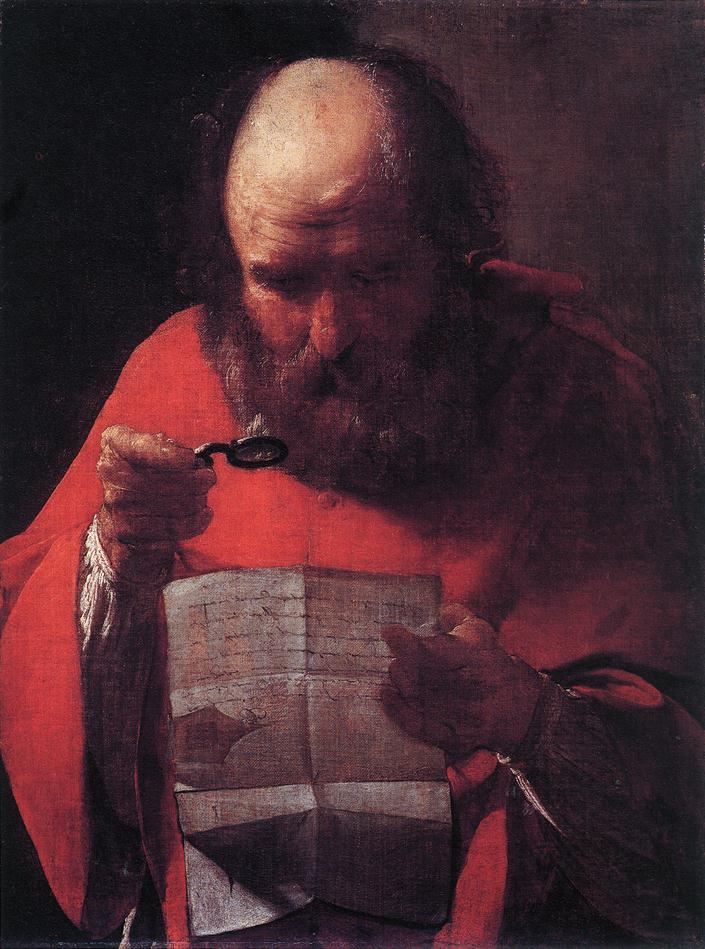
Жорж де Латур — Святий Єронім (1621–3)

Німецький живопис

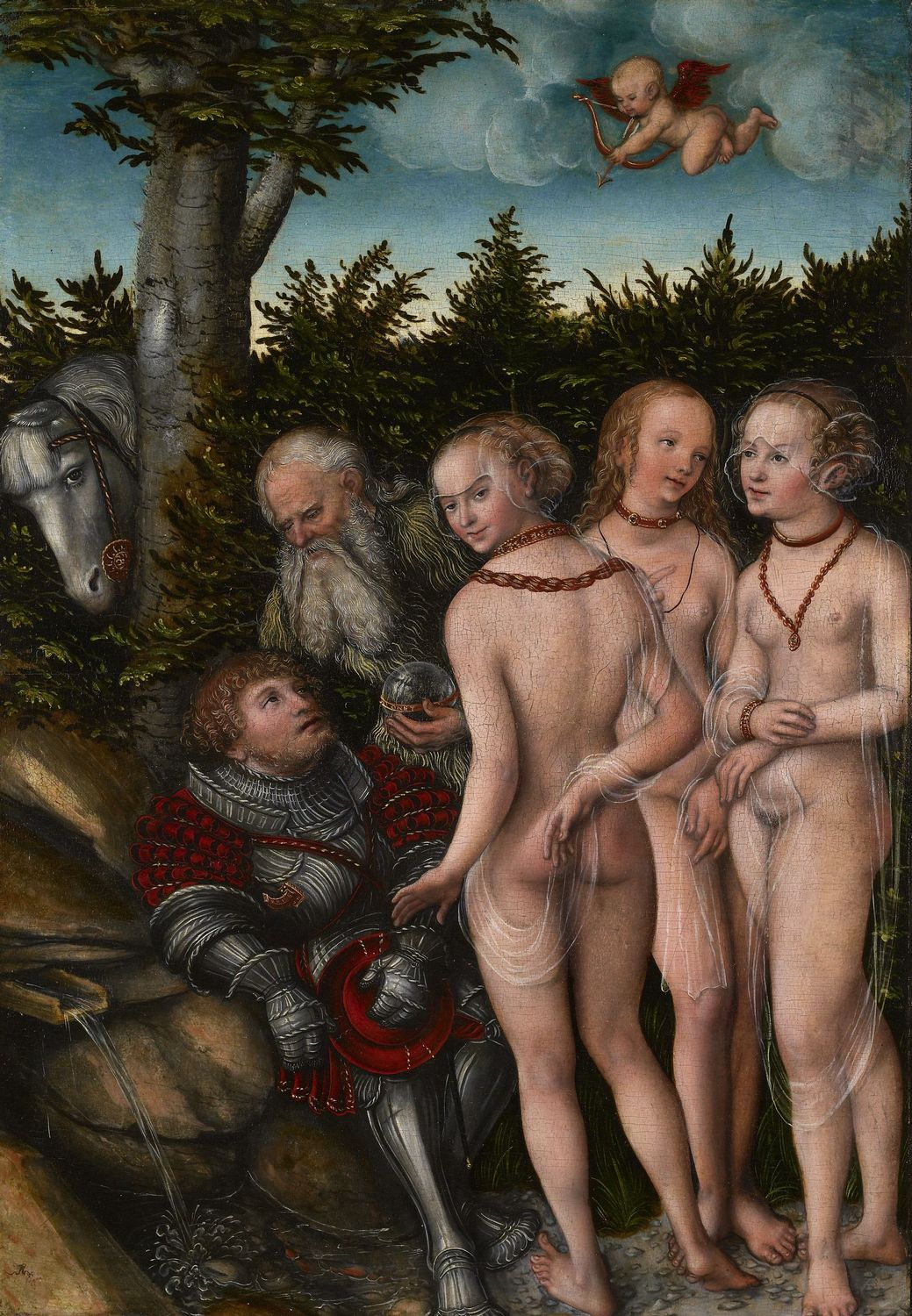
Лукас Кранах Старший — Суд Паріса (1537–40)
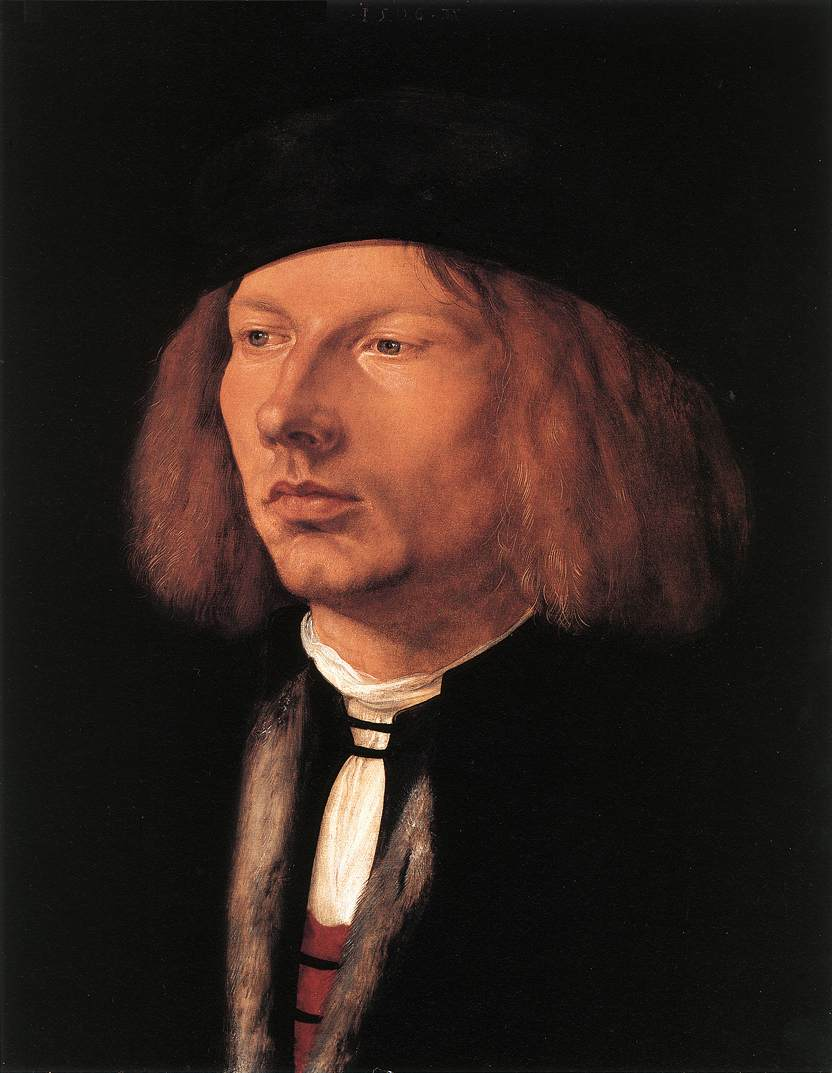
Альбрехт Дюрер — Портрет Буркада фон Спейєра (1506)
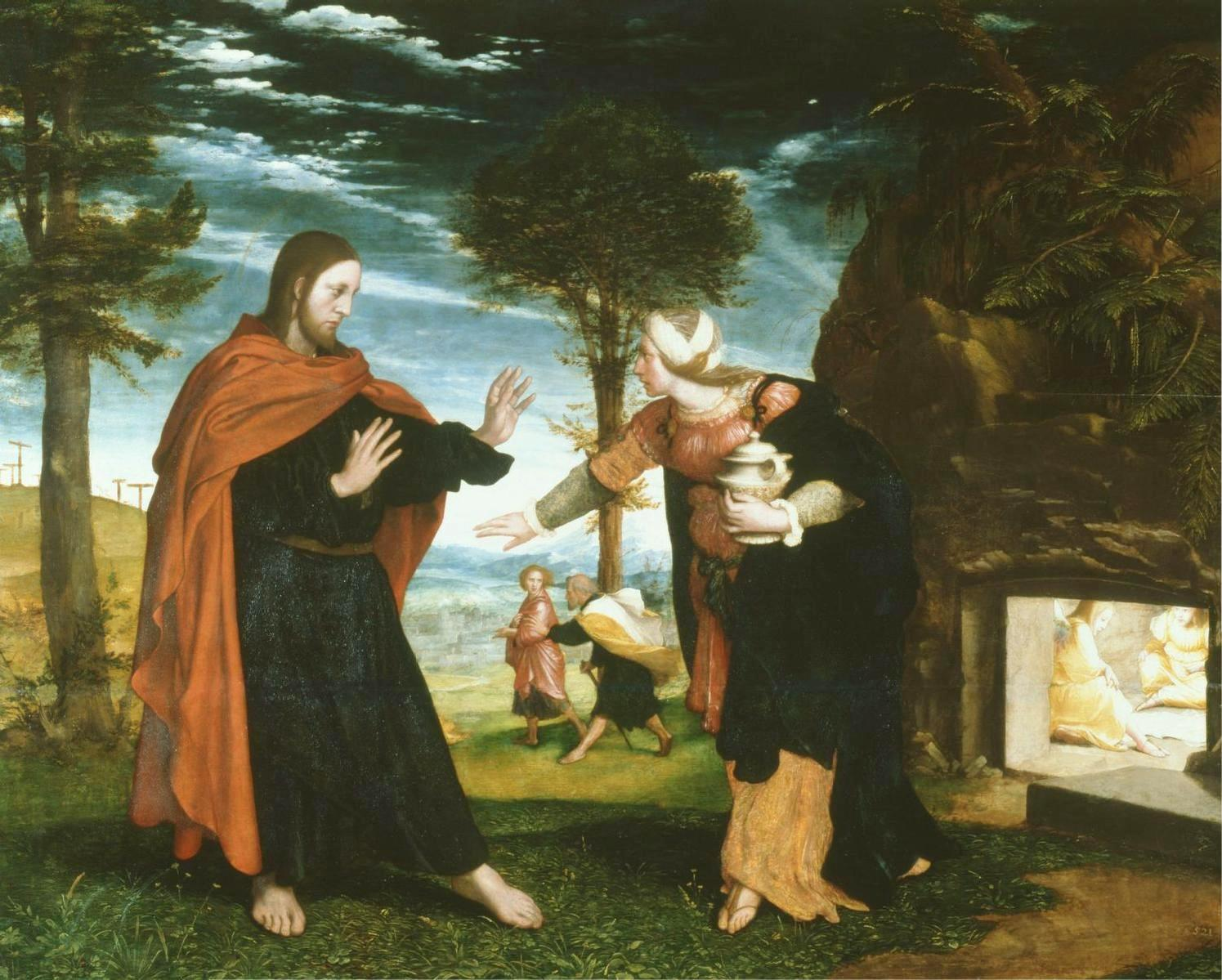
Ганс Гольбайн молодший — Недоторка (1524)
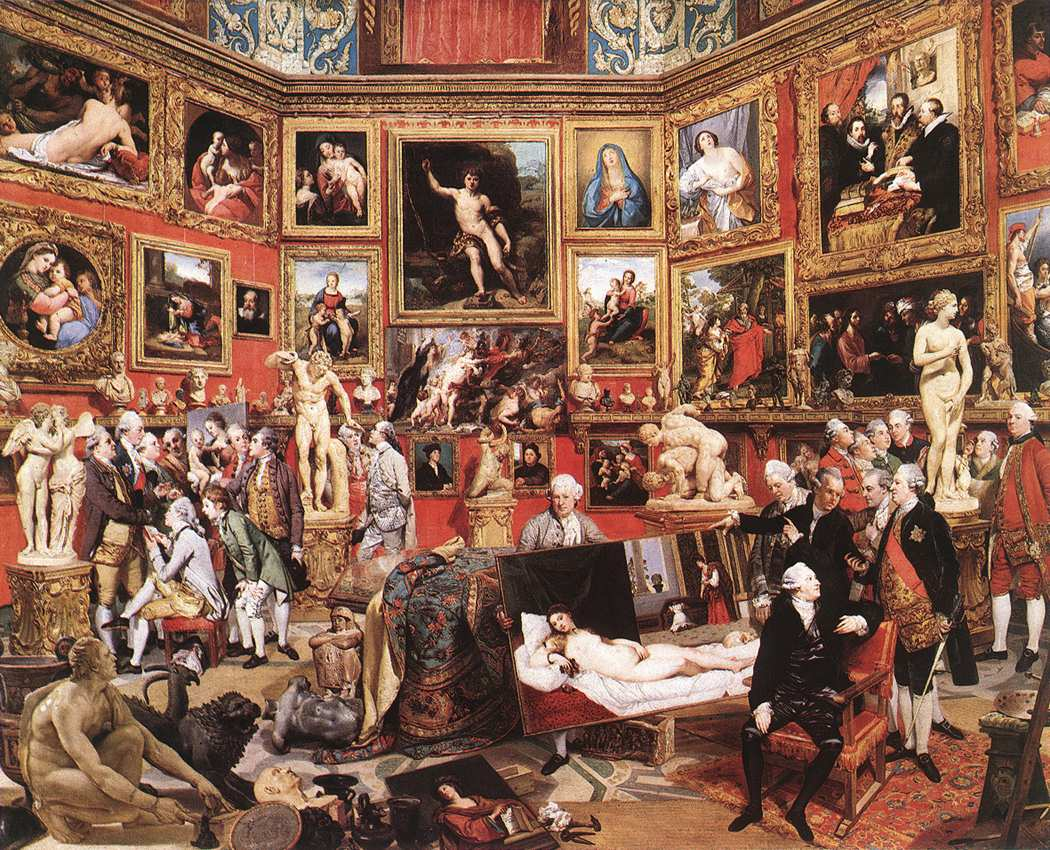
Йоганн Цоффані — Трибуна Уффіці (1772–78)

Італійський живопис

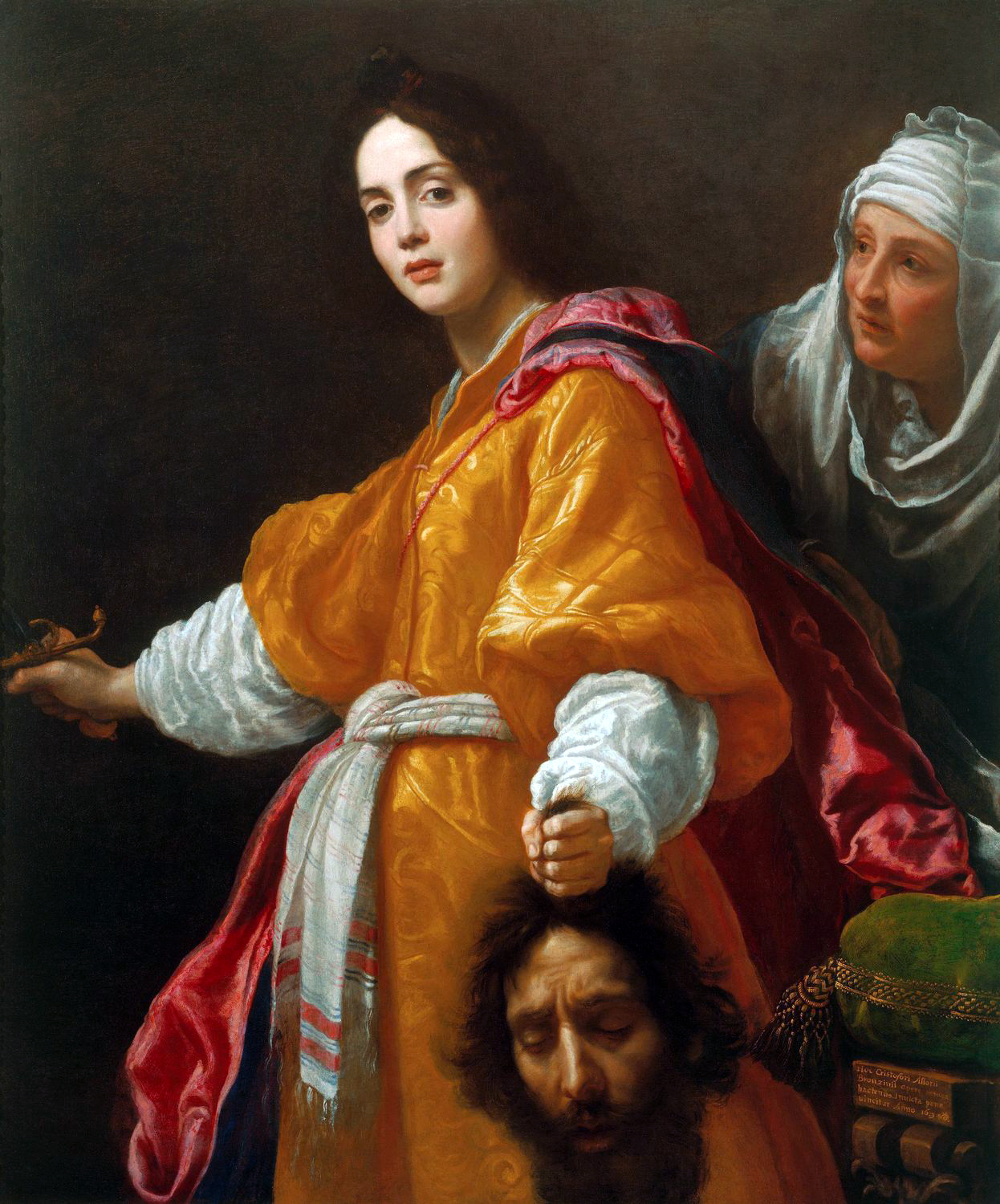
Алессандро Аллорі - Юдифь з головою Олоферна (1613)
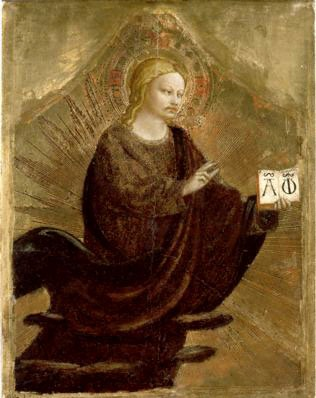
Фра Анджеліко - Благословенний спаситель (1423)
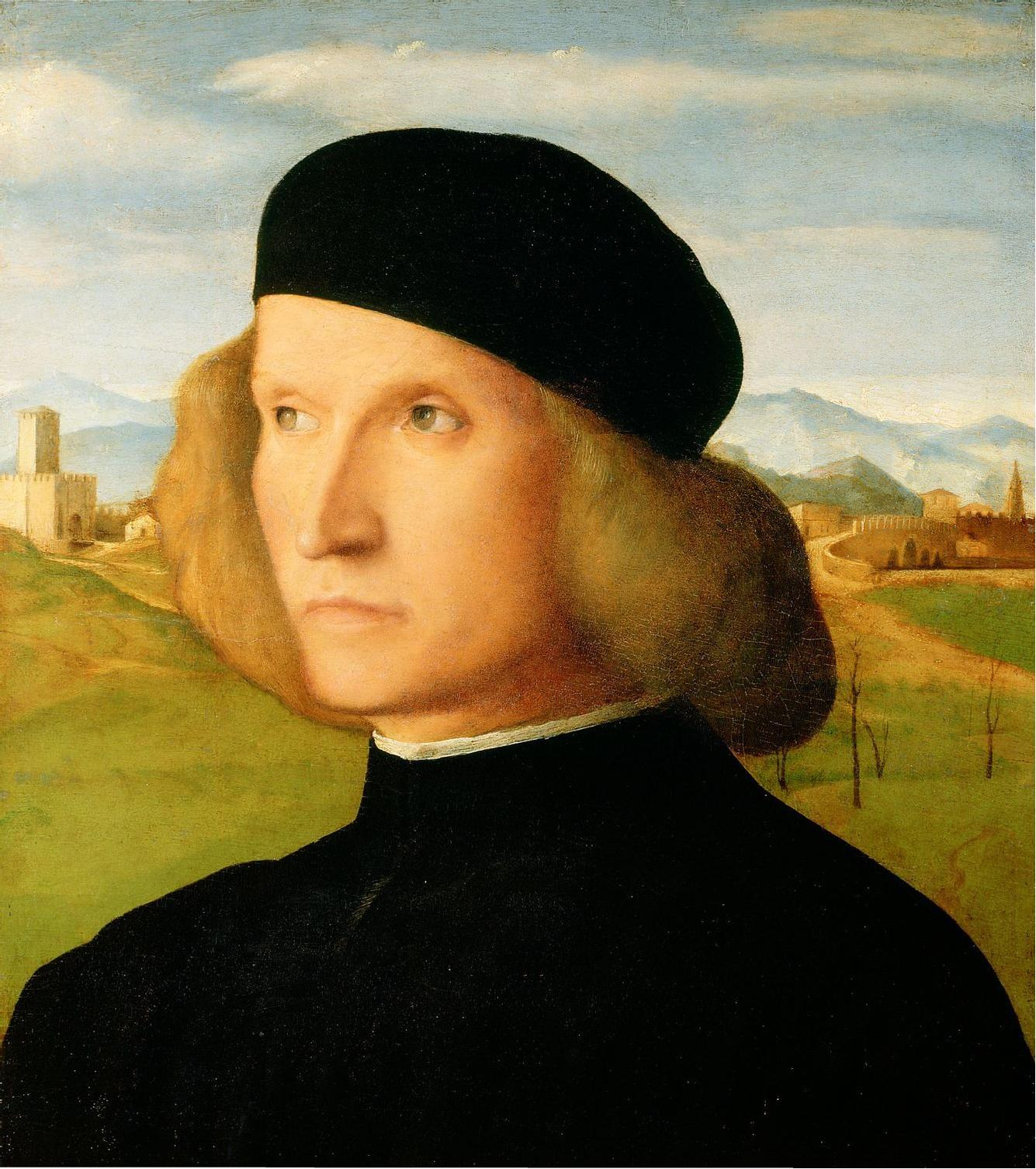
Джованні Белліні - Портрет молодої людини (1505–09)
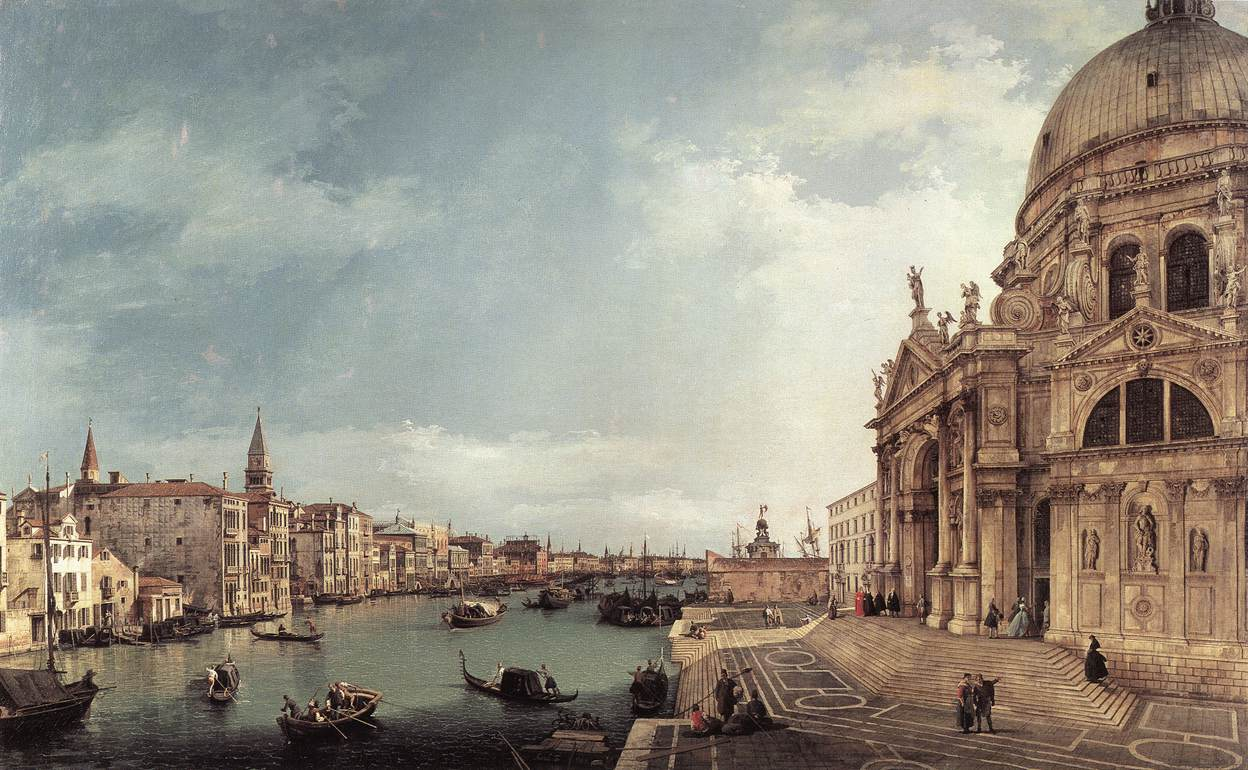
Каналетто - Вхід до Великого каналу; вид на схід (1744)
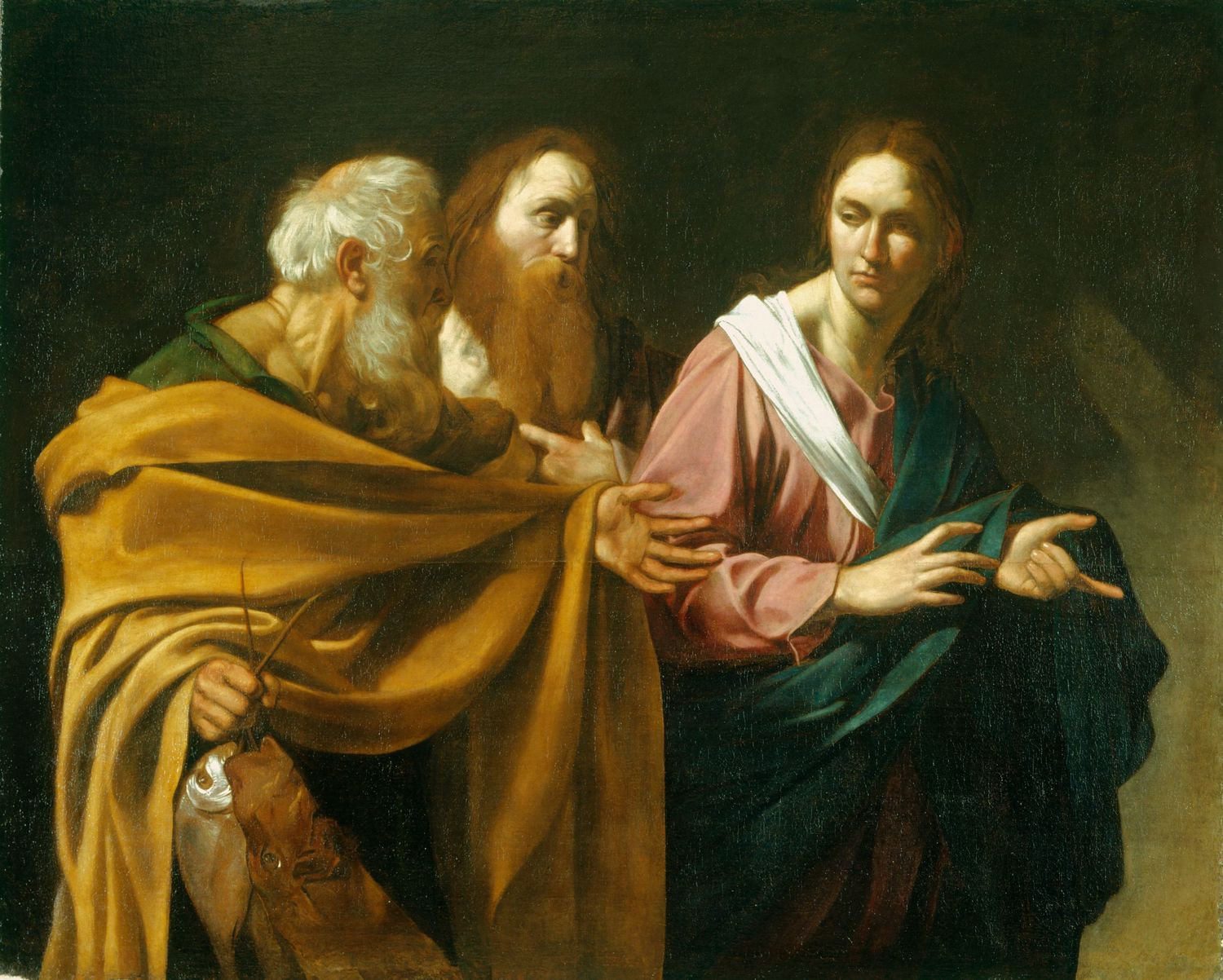
Караваджо - Покликання святих Петра та Андрія (1571–1610)
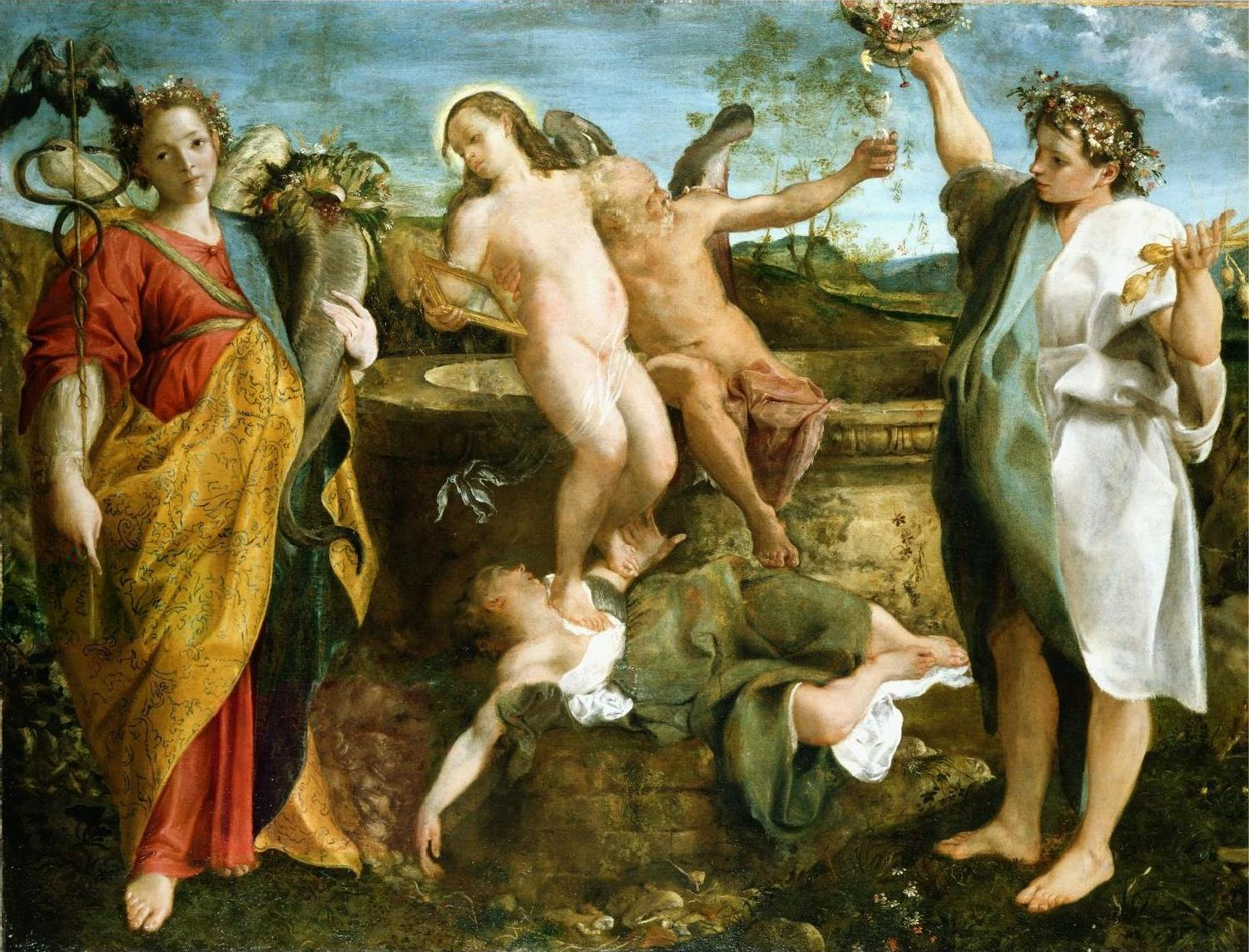
Аннібале Каррачі - Алегорія істини і часу (1584–5)
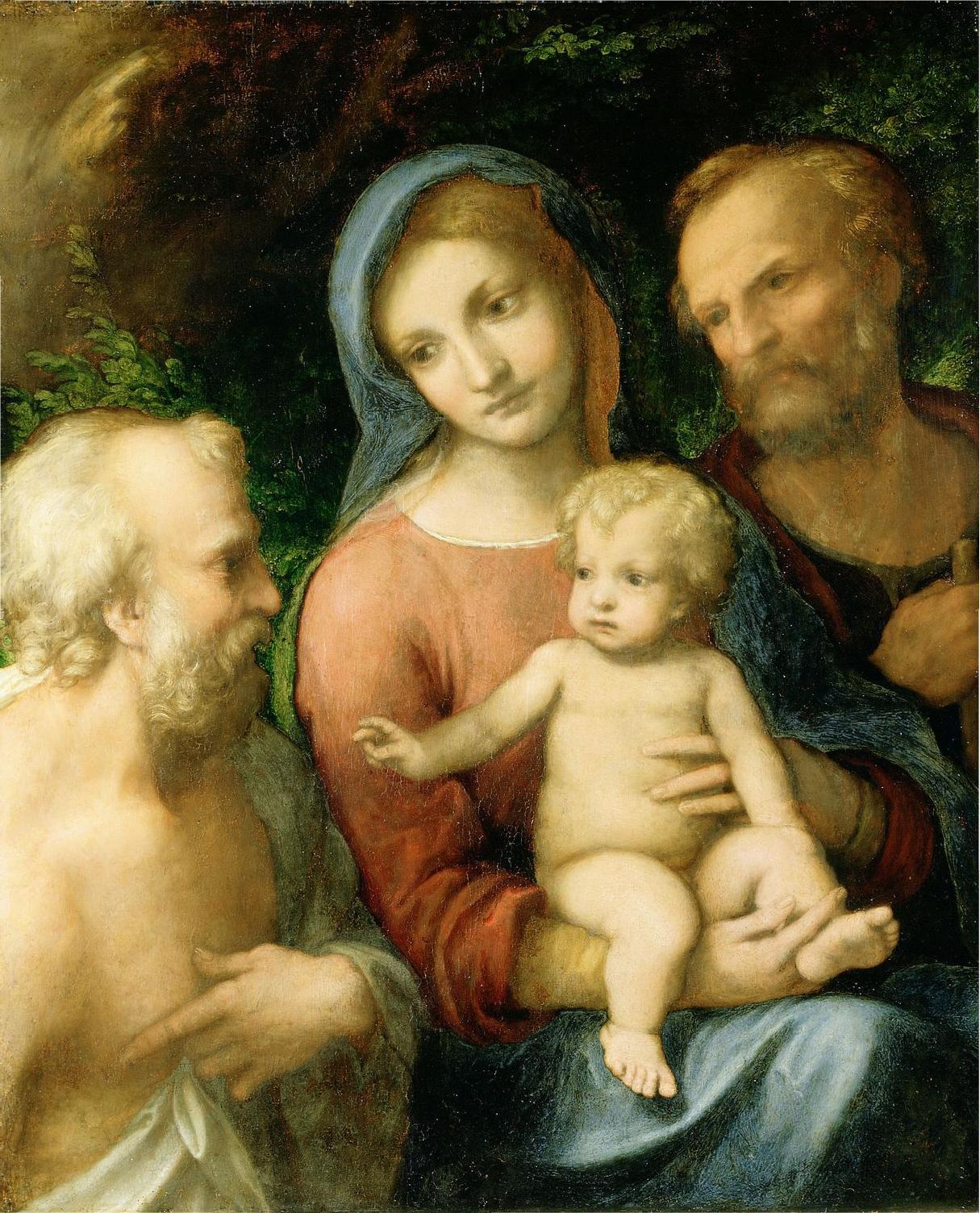
Антоніо да Корреджо - Святе сімейство зі Святим Ієронімом (1517–19)
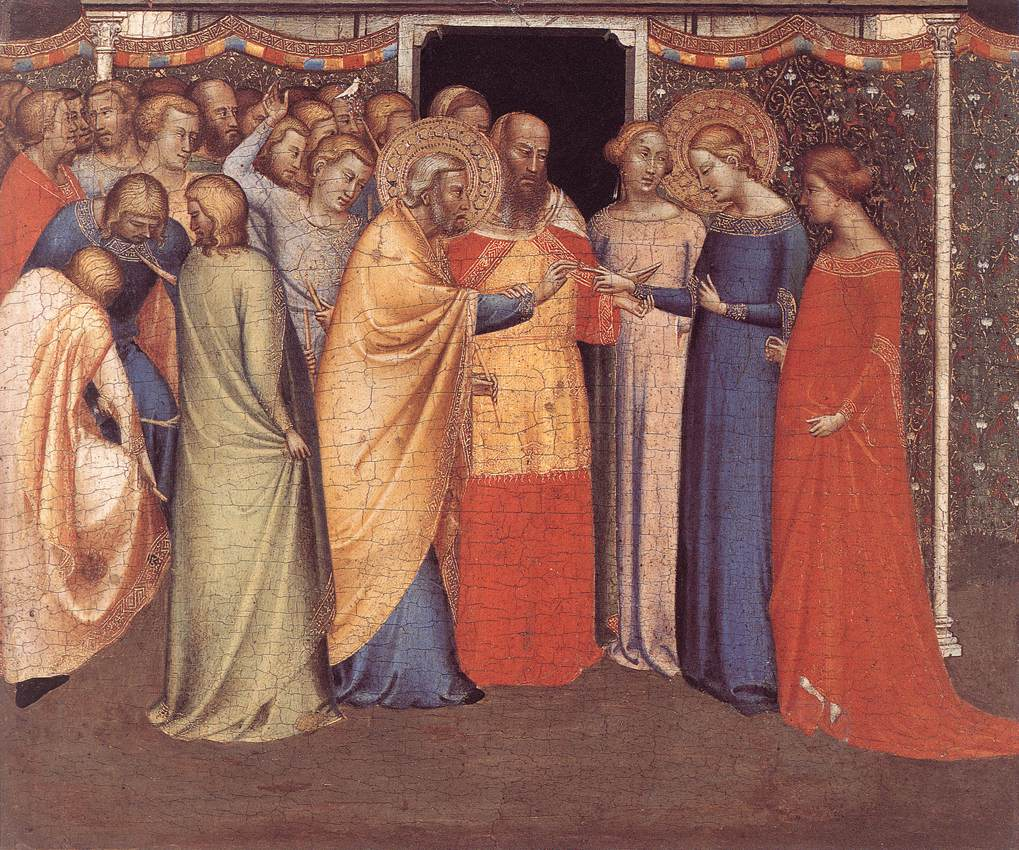
Дадді Бернардо - Весілля Богородиці (1330–42)
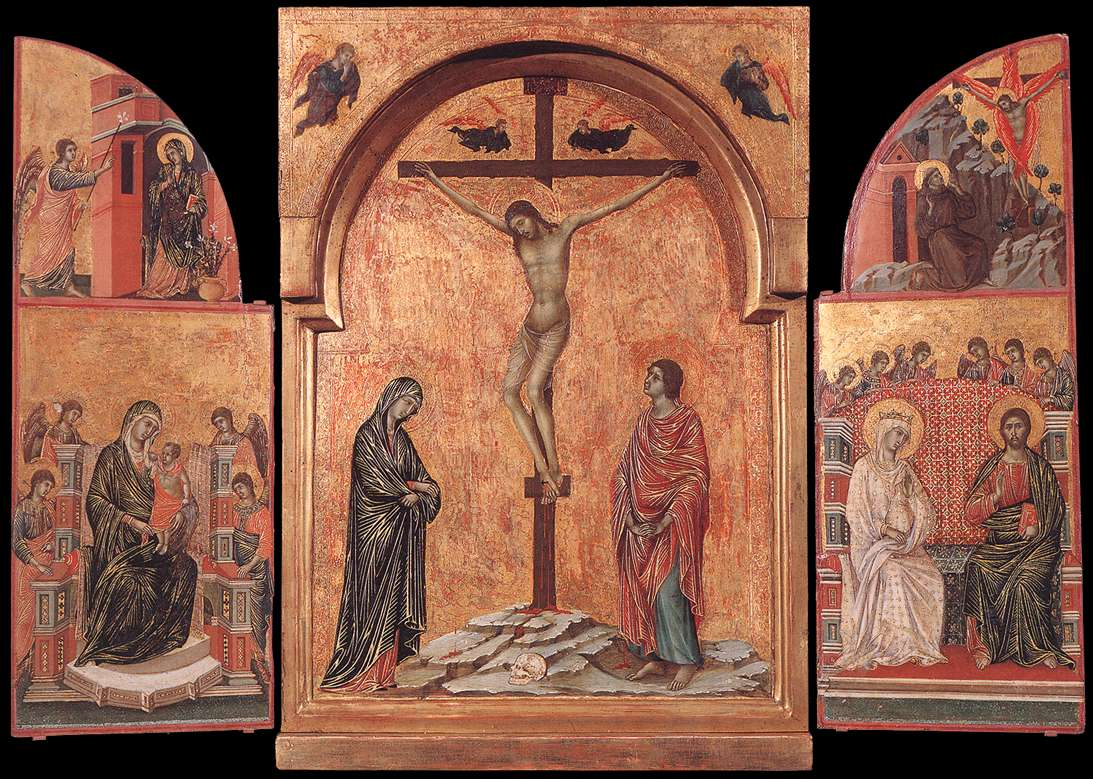
Дуччо ді Буонінсенья - Триптих (1305–8)
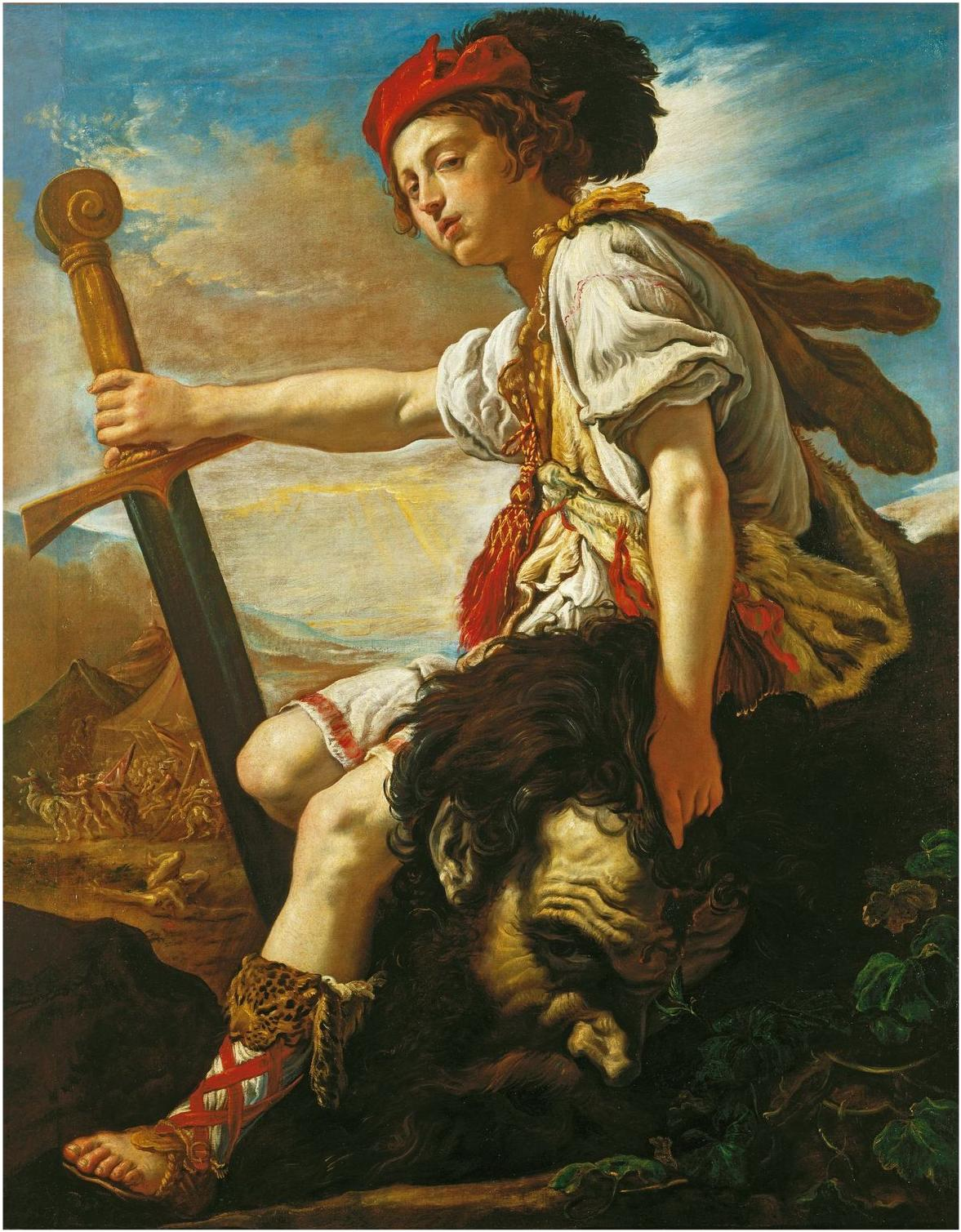
Доменіко Фетті - Давид з головою Голіафа (1620)
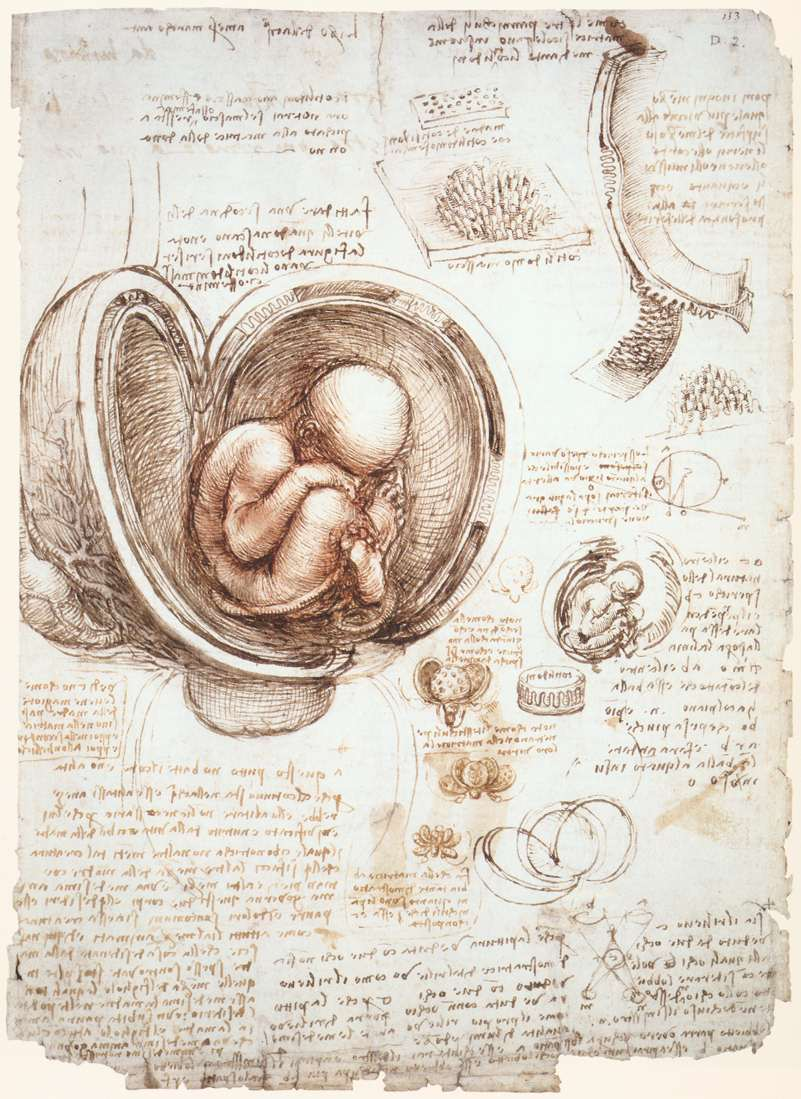
Леонардо да Вінчі - Немовля в лоні (1511)
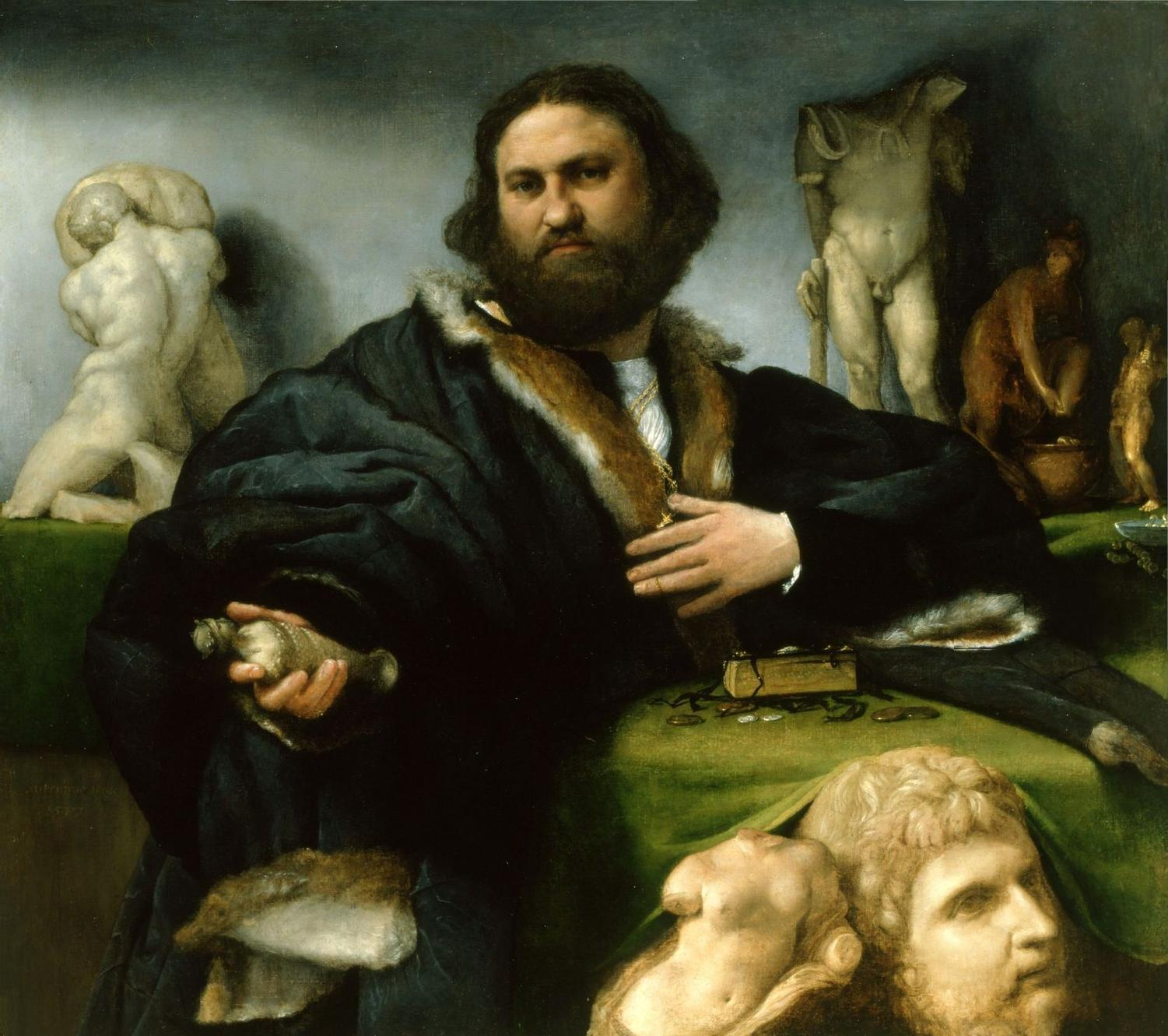
Лоренцо Лотто - Андреа Одоні (1527)
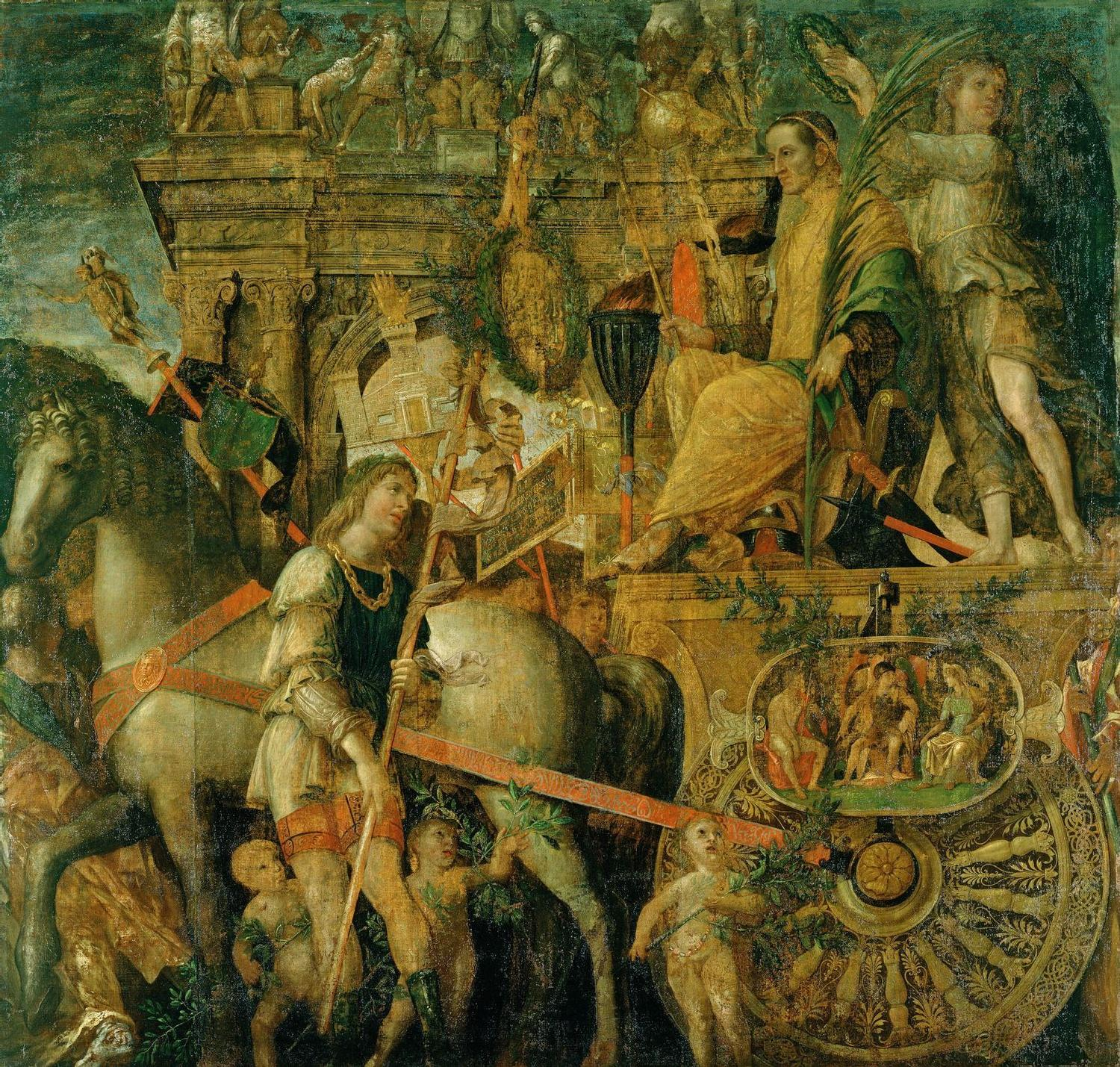
Андреа Мантенья - Тріумф цезаря, IX - Юлій Цезар на своїй тріумфальній колісниці (1484–92)
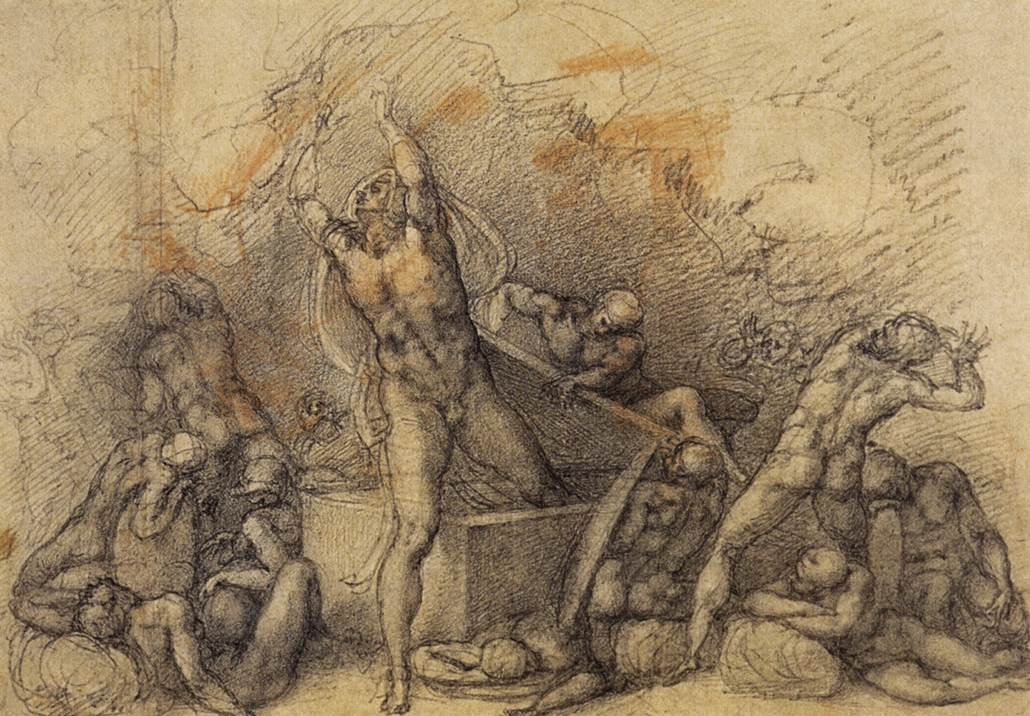
Мікеланджело - Воскресіння(1532)
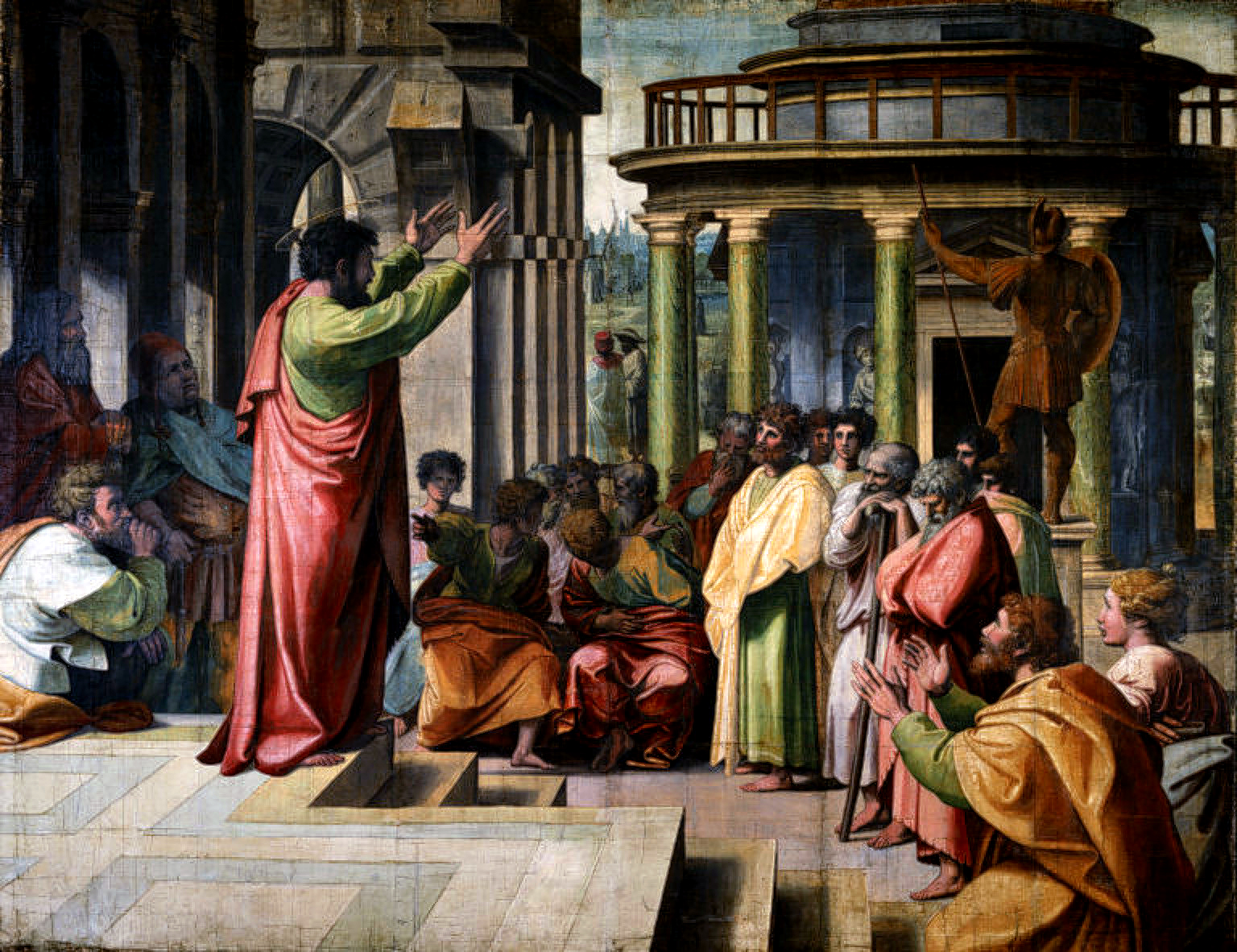
Рафаель - Проповідь св. Павла в Афінах (1515)
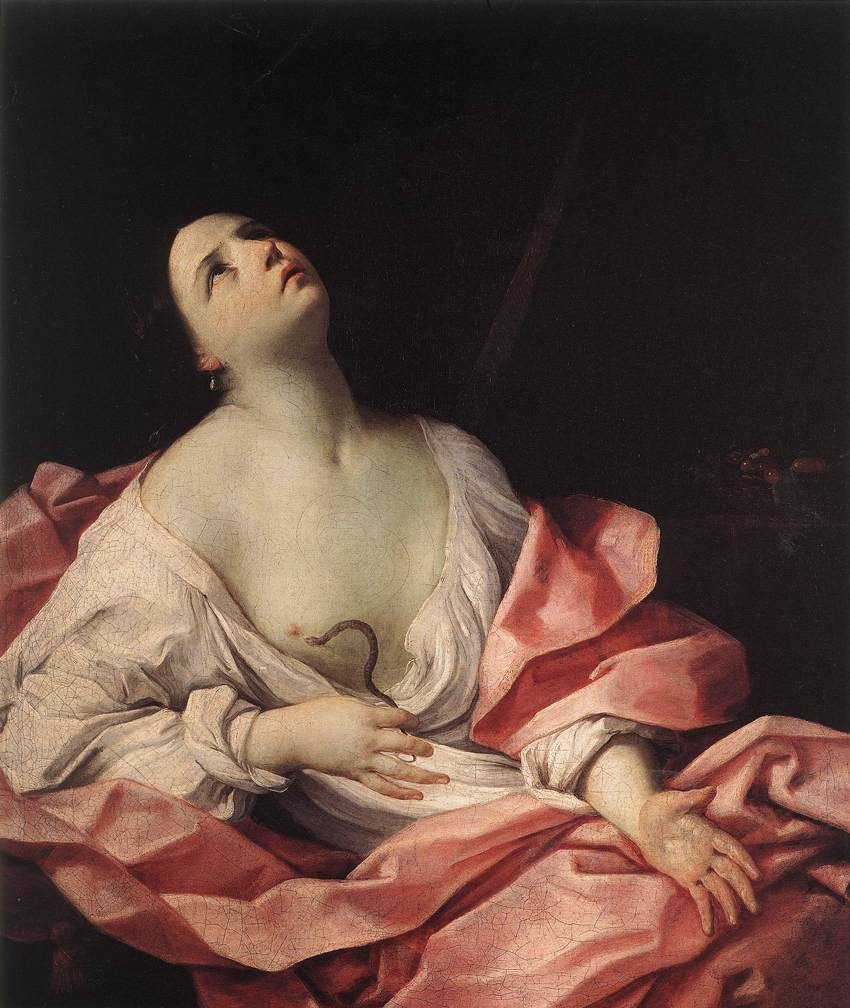
Гвідо Рені - Клеопатра з отруйною змією(1630)
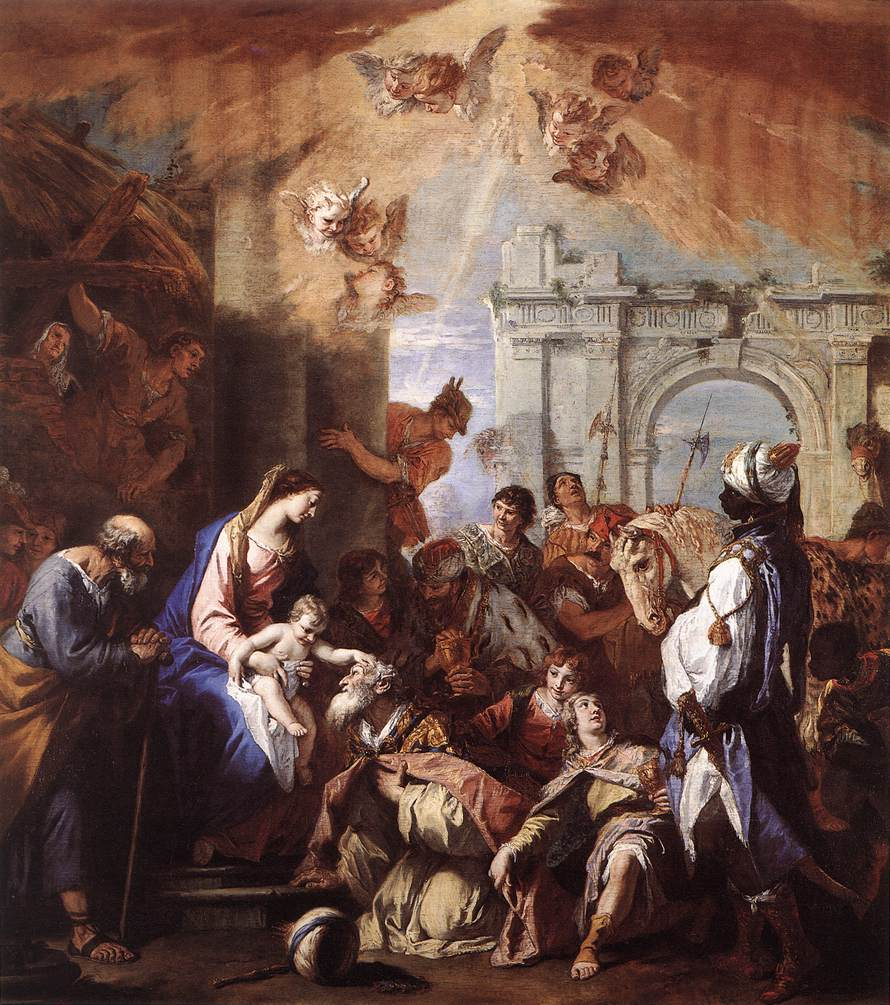
Себастьяно Річчі - Поклоніння волхвів(1726–30)
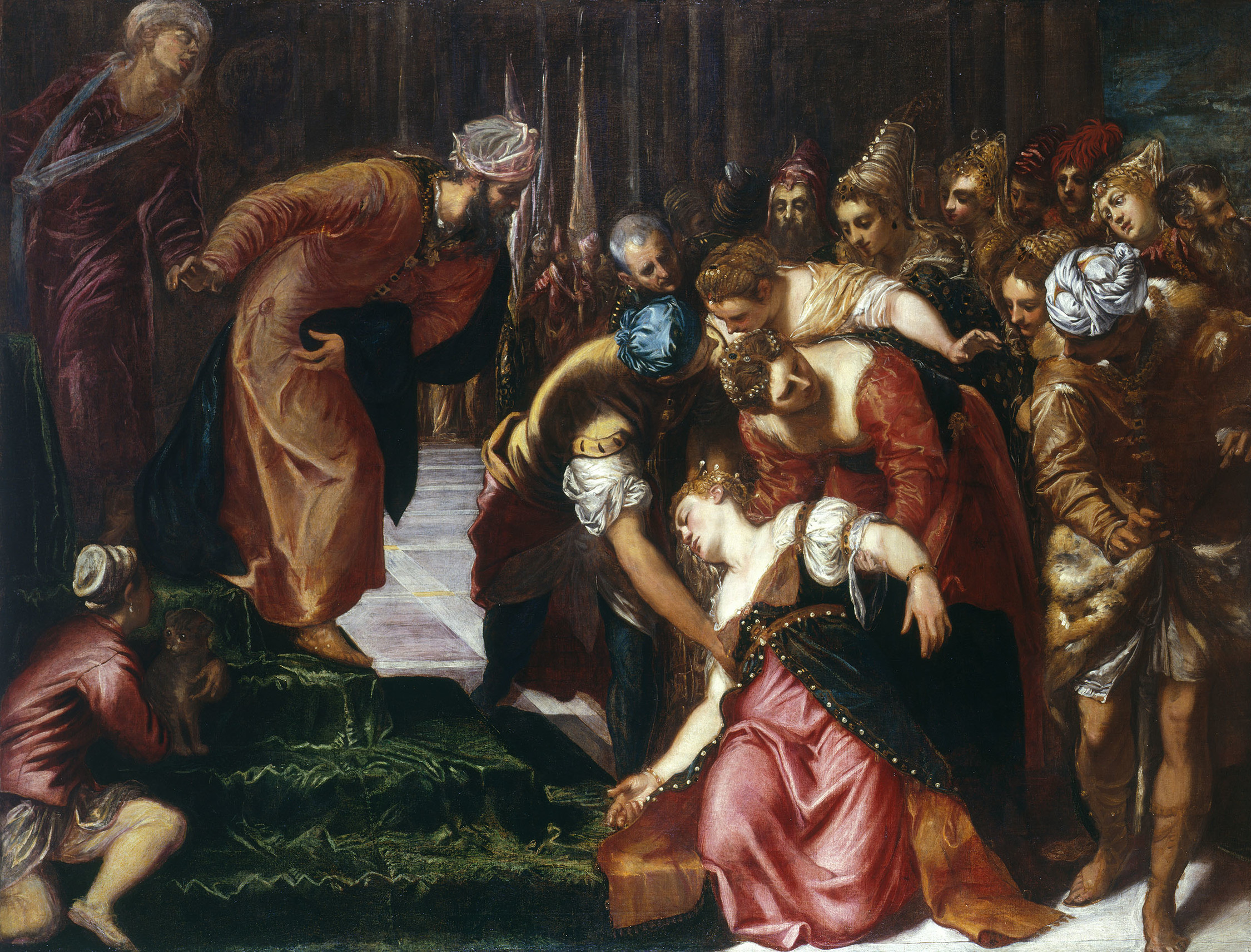
Тінторетто - Естер перед Агасфером (1547–48)
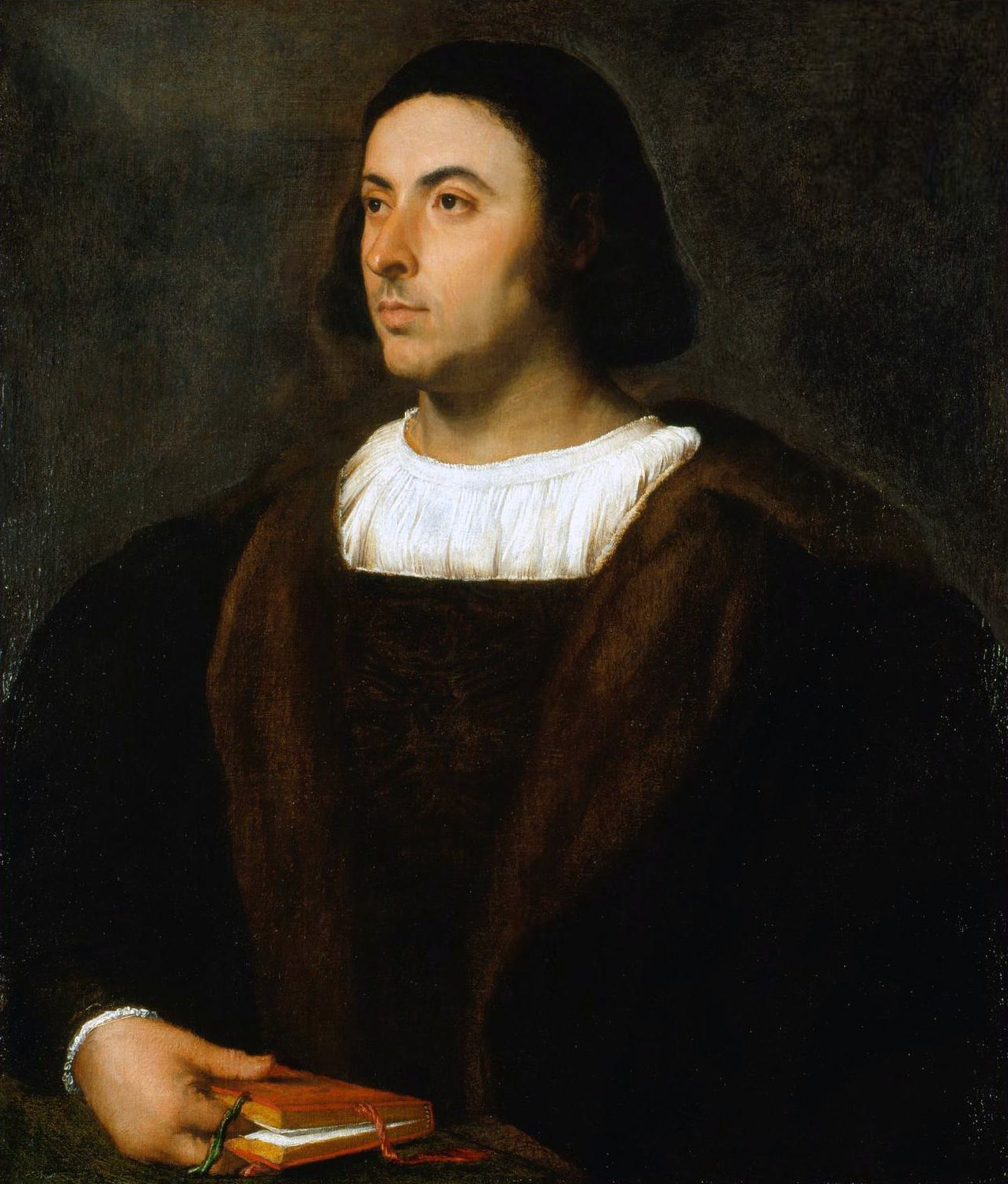
Тиціан - Портрет Жакобо Саназаро (1514–18)
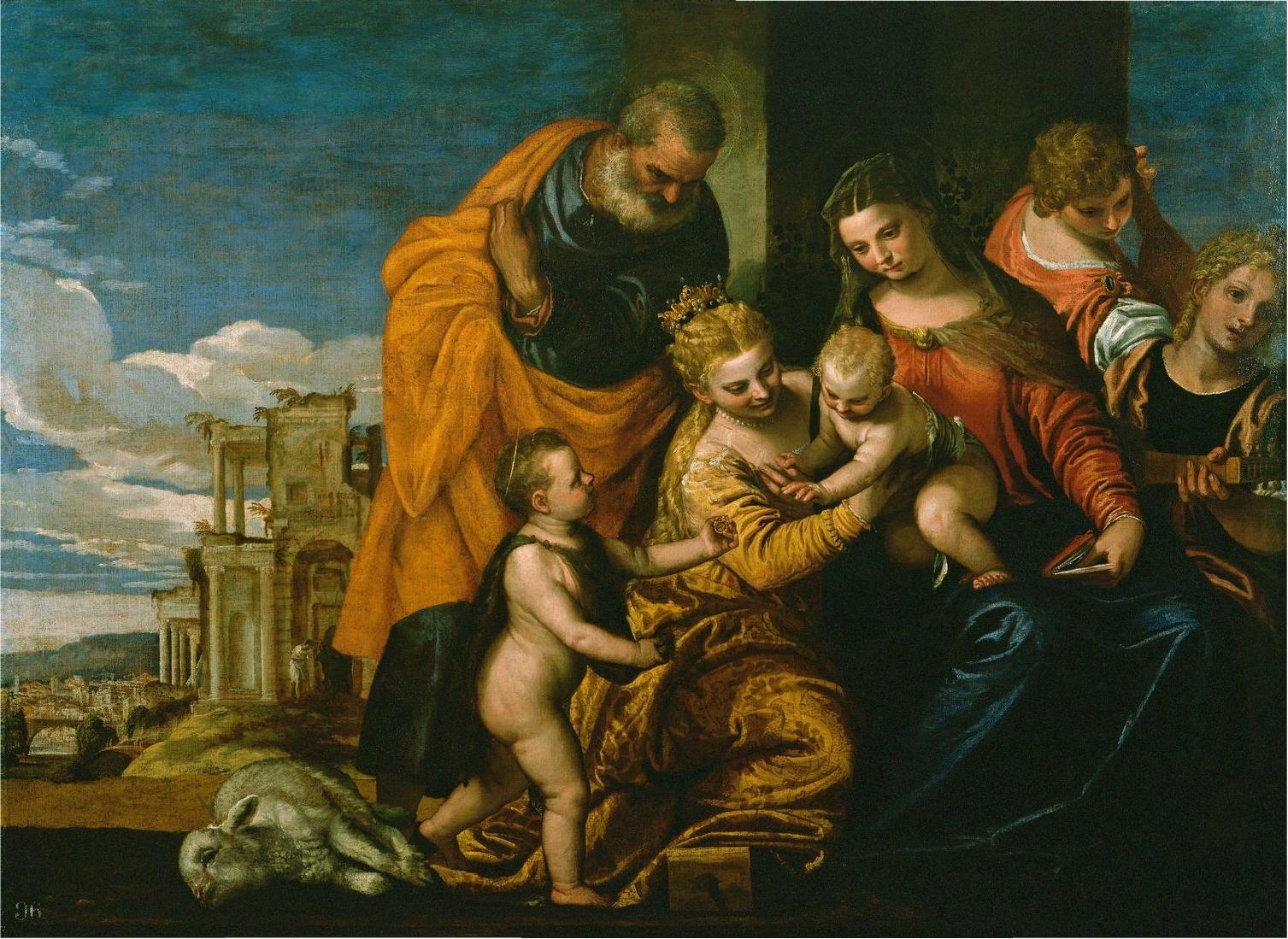
Паоло Веронезе - Шлюб Святої Катерини (1580)